# Hagioskop

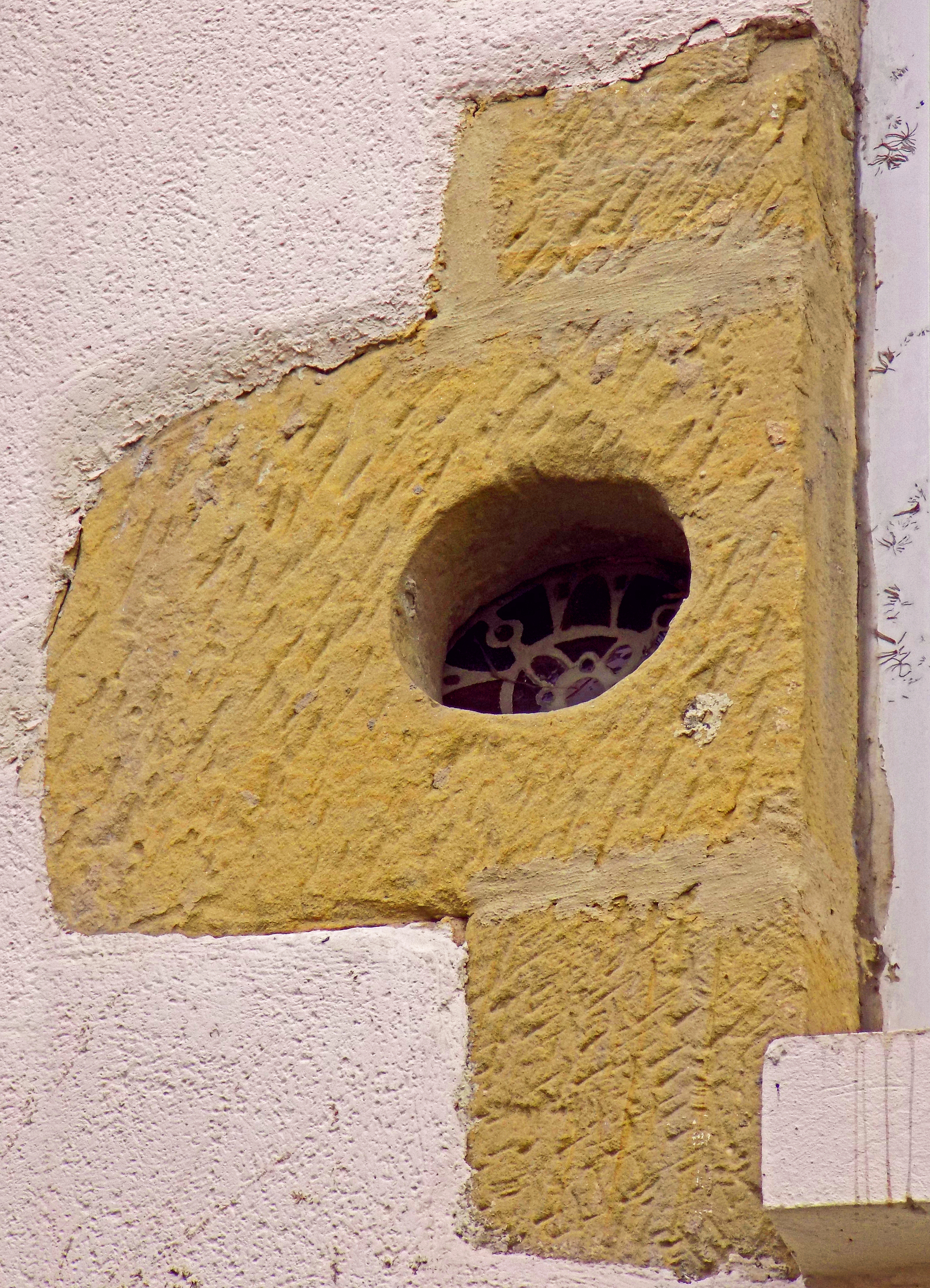
Hagioskop in Frankreich

Ein Hagioskop (von gr. hágios „heilig“ und skopein „sehen, betrachten“), Lepraspalte und – regional – Pönitenzfenster (Pönitenz von lat. poenitentia „[kirchliche] Buße, Bußübung“) genannt, ist ein Mauerdurchbruch in einem mittelalterlichen Kirchengebäude, der von außen den Blick ins Innere der Kirche auf den Altar erlaubt. 

## Beschreibung und Geschichte
Teilweise werden Hagioskope auch als Pestfenster bezeichnet. Die an der Pest Erkrankten hätten diese Guckfenster jedoch gar nicht nutzen können, da sie meist innerhalb weniger Tage starben.
Als Pestfenster werden in der Schweiz teilweise auch Innenfenster von Bauernhäusern zwischen der Stube und Nebenräumen bezeichnet, die der Versorgung von Pestkranken gedient haben sollen. Tatsächlich handelt es sich aber wohl um ehemalige, später verschlossene Wandschränke.
Diese Mauerdurchbrüche waren rund, rechteckig oder auch kreuzförmig. Es gibt auch Hagioskope, die mit Mauerdurchbrüchen innerhalb der Kirche, etwa von Seitenschiffen aus, den Blick auf den Altar ermöglichen; ein Beispiel dafür ist die Kirche St. Nikolaus in Bergham in Marktl in Oberbayern.
Im Mittelalter wurden manche Kirchen mit einer solchen Öffnung versehen, damit Menschen, die sich freiwillig oder notwendigerweise aus der Gemeinschaft mit anderen Menschen zurückgezogen hatten, das Geschehen am Altar betrachten und die Kommunion empfangen konnten. Freiwillig zurückgezogen lebten sogenannte Klausner oder Inklusen, die zum Zweck intensiverer religiöser Andacht und Meditation möglichst abgeschieden in kleinen Zellen lebten, die entweder von außen an die Kirche angebaut oder in dickere Wände hineingebaut waren.
Im 12. Jahrhundert kam es auch im Zuge großer Epidemien zur Notwendigkeit, größere Zahlen von Aussätzigen geistlich zu versorgen, die getrennt von der Gemeinde leben mussten. Diesen Kranken hatte das Dritte Laterankonzil 1179 zwar die Bildung eigener Gemeinschaften mit eigenen Priestern, eigenen Kirchen und eigenen Friedhöfen erlaubt, das war auf dem Land aber nicht immer möglich. Hagioskope finden sich daher meist in Gebieten, die im Mittelalter dünn besiedelt waren, kaum in Kirchen größerer mittelalterlicher Städte, wo Leprakranke oft in Leprosorien (Leprahäusern) untergebracht waren, die über eigene Kapellen verfügten.
Nach Ende der großen Lepra-Epidemien Ende des 16. Jahrhunderts wurden Hagioskope zum Teil verfüllt oder zugemauert und erst im 19. und 20. Jahrhundert bei Restaurierungsarbeiten wiederentdeckt und wiederhergestellt. Verbreitet waren Hagioskope neben Deutschland auch in Dänemark, in Finnland, in Frankreich, in Italien, in den Niederlanden, in Schweden sowie im Vereinigten Königreich.
Die einschlägige Forschungsliteratur diskutiert für das Deutschordensland nur Hagioskope, die für asketische Inklusen angelegt worden waren, nicht die Nutzung durch Aussätzige.

## Beispiele

### Dänemark
- Kirche Dragstrup, Dragstrup Sogn, Gemeinde Morsø, Region Nordjütland.
- Kirche Elsø, Elsø Sogn, Gemeinde Morsø, Region Nordjütland.
- Kirche Erslev, Erslev Sogn, Gemeinde Morsø, Region Nordjütland.
- Kirche Hassing, Hassing Sogn, Gemeinde Thisted, Region Nordjütland.
- Kirche Ørding, Ørding Sogn, Gemeinde Morsø, Region Nordjütland.
- Kirche Ørum, Ørum Sogn, Gemeinde Randers, Region Mitteljütland.
- Kirche Skallerup, Skallerup Sogn, Gemeinde Hjørring, Region Nordjütland.
- Kirche Sønderhaa, Sønderhaa Sogn, Gemeinde Thisted, Region Nordjütland.
- Kirche Tørring, Tørring Sogn, Gemeinde Lemvig, Region Mitteljütland.[6]

### Deutschland

#### Baden-Württemberg
- Alte Friedhofskirche Sankt Peter und Paul in Nusplingen, Zollernalbkreis.
- Siechenhauskapelle in Waiblingen, Rems-Murr-Kreis.[7][8]
- Klösterle (ehemalige Kapuzinerkirche) in Weil der Stadt, Landkreis Böblingen.[9]

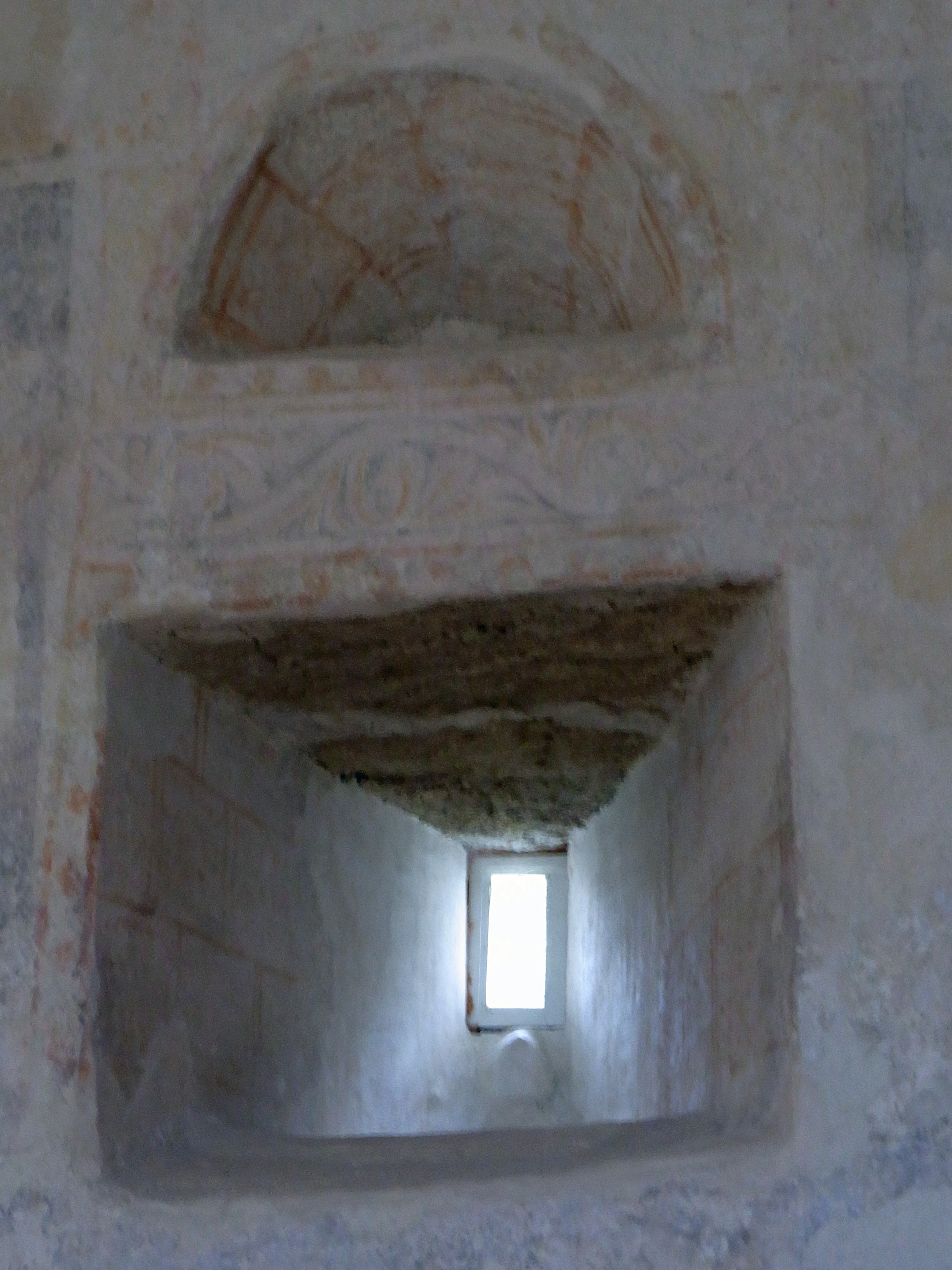
Hagioskop der Alten Friedhofskirche Sankt Peter und Paul in Nusplingen

#### Bayern
- St. Nikolaus, Bergham, Markt Marktl
- St. Blasius, ehemalige Dominikanerkirche, Regensburg
- St. Wolfgang in Weckbach bei Miltenberg

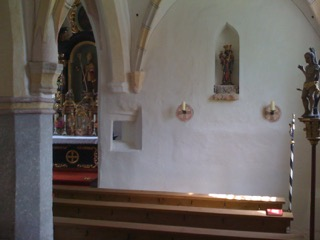
Hagioskop in St. Nikolaus, Bergham bei Marktl, Oberbayern

#### Hessen
- Martinskirche (Södel)

#### Mecklenburg-Vorpommern
- Dorfkirche in Kambs, Gemeinde Bollewick, Landkreis Mecklenburgische Seenplatte.
- Johanniterkirche zu Mirow, Landkreis Mecklenburgische Seenplatte.[10]
- Evangelisch-lutherische Dorfkirche in Vipperow, Landkreis Mecklenburgische Seenplatte.

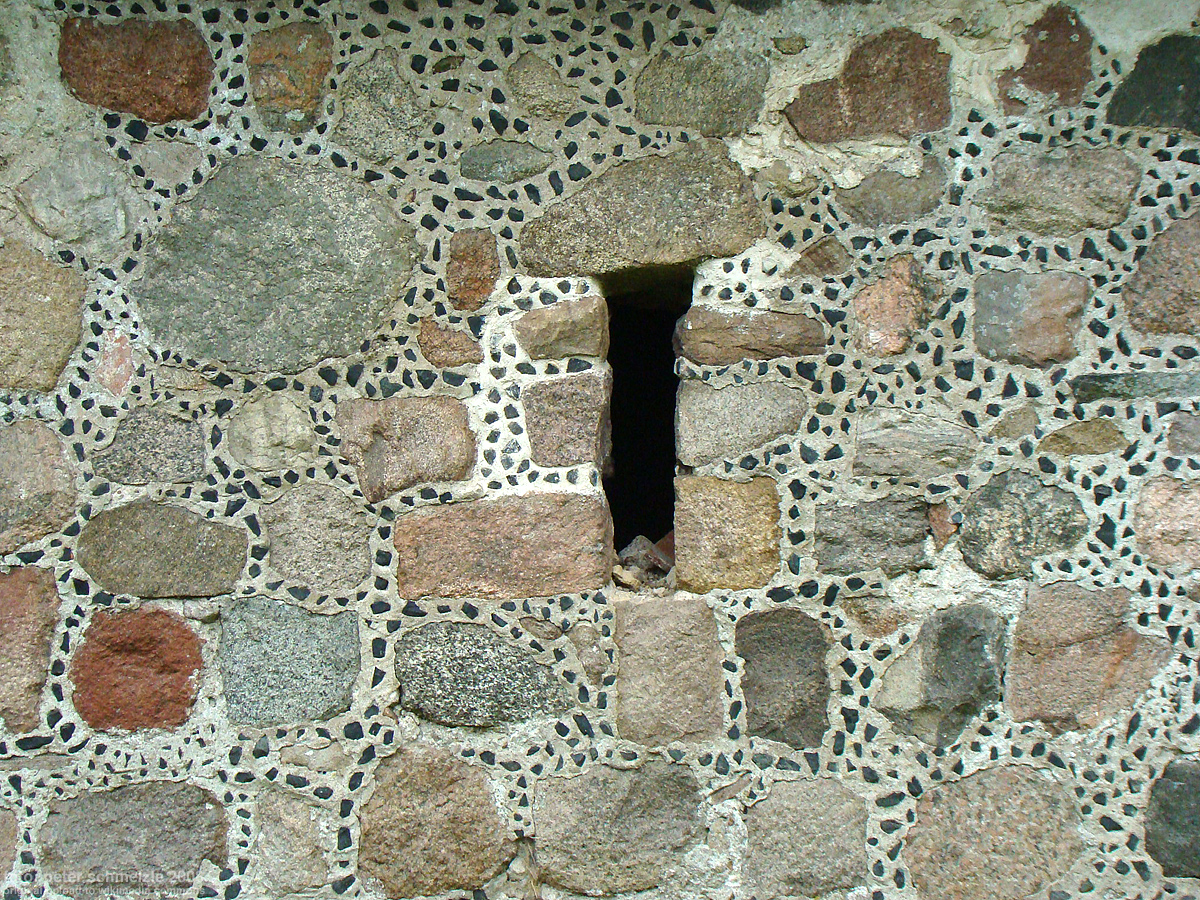
Hagioskop der Dorfkirche Kambs

#### Niedersachsen
- Evangelisch-lutherische St.-Petri-Kirche in Aurich-Oldendorf, Landkreis Aurich, Ostfriesland.
- Evangelisch-lutherische St.-Laurentius- und St.-Vincenz-Kirche in Backemoor, Gemeinde Rhauderfehn, Landkreis Leer, Ostfriesland.
- Katholische St.-Clemens-Kirche im Iburger Schloss in Bad Iburg, Landkreis Osnabrück.
- Evangelisch-lutherische St.-Barbara-Kirche in Bagband, Gemeinde Großefehn, Landkreis Aurich, Ostfriesland.
- Evangelisch-lutherische St.-Laurentius-Kirche in Barlissen, Gemeinde Jühnde im Landkreis Göttingen (Südniedersachsen).
- Evangelisch-lutherische Matthäikirche in Bingum, Stadt Leer (Ostfriesland), Landkreis Leer, Ostfriesland.
- Evangelisch-lutherische Kirche in Blersum, Stadt Wittmund, Landkreis Wittmund, Ostfriesland.
- Evangelisch-lutherische St.-Hippolyt-Kirche in Blexen, Stadt Nordenham, Landkreis Wesermarsch.[11][12]
- Johanniterkapelle des früheren Johanniterklosters in Bokelesch im Saterland, Landkreis Cloppenburg.
- Evangelisch-reformierte Kirche in Campen, Gemeinde Krummhörn, Landkreis Aurich, Ostfriesland.
- Evangelisch-lutherische Dreifaltigkeitskirche in Collinghorst, Gemeinde Rhauderfehn, Landkreis Leer, Ostfriesland.
- Evangelisch-reformierte Kirche in Ditzum, Gemeinde Jemgum, Rheiderland, Landkreis Leer, Ostfriesland.
- Evangelisch-lutherische Kirche in Dunum, Samtgemeinde Esens, Landkreis Wittmund, Ostfriesland.
- Evangelisch-lutherische St.-Georg-Kirche in Eggelingen, Stadt Wittmund, Landkreis Wittmund, Ostfriesland.
- Evangelisch-reformierte Kirche in Freepsum, Gemeinde Krummhörn, Landkreis Aurich, Ostfriesland.
- Katholische Pfarrkirche St. Johann des ehemaligen Benediktinerinnenklosters Oesede in Georgsmarienhütte, Landkreis Osnabrück.
- Evangelisch-reformierte Kirche in Groß Midlum, Gemeinde Hinte, Landkreis Aurich, Ostfriesland.
- Evangelisch-reformierte Kirche in Großwolde, Gemeinde Westoverledingen, Landkreis Leer, Ostfriesland.
- Evangelisch-lutherische St.-Ansgari-Kirche in Hage, Samtgemeinde Hage, Landkreis Aurich, Ostfriesland.
- Evangelisches Damenstift Kloster Isenhagen in Hankensbüttel, Landkreis Gifhorn.
- Evangelisch-lutherische St.-Liudger-Kirche in Holtgaste, Gemeinde Jemgum im Rheiderland, Landkreis Leer, Ostfriesland.
- Evangelisch-lutherische Marienkirche in Holtland, Samtgemeinde Hesel, Landkreis Leer. Ostfriesland.
- Evangelisch-lutherische St.-Jürgen-Kirche in Holtrop, Gemeinde Großefehn, Landkreis Aurich, Ostfriesland.
- Evangelisch-reformierte Kirche in Ihrhove, Gemeinde Westoverledingen, Landkreis Leer, Ostfriesland.
- Evangelisch-reformierte Kirche in Jennelt, Gemeinde Krummhörn, Landkreis Aurich, Ostfriesland.[13]
- Evangelisch-lutherische Kirche zum Heiligen Kreuz in Kirchwahlingen, Gemeinde Böhme, Samtgemeinde Rethem (Aller), Landkreis Heidekreis.[14]
- Evangelisch-lutherische Kirche im Wurtendorf Loquard, Gemeinde Krummhörn, Landkreis Aurich, Ostfriesland.
- Evangelisch-reformierte Kirche in Midlum, Gemeinde Jemgum im Rheiderland, Landkreis Leer, Ostfriesland.[15]
- Evangelisch-reformierte Kirche in Mitling-Mark, Gemeinde Westoverledingen, Landkreis Leer, Ostfriesland.
- Evangelisch-lutherische St.-Marien-Kirche in Nesse Gemeinde Dornum, Landkreis Aurich, Ostfriesland.
- Evangelisch-lutherische St.- Materniani-Kirche in Ochtersum, Samtgemeinde Holtriem, Landkreis Wittmund, Ostfriesland.
- Evangelisch-lutherische St.-Nikolai-Kirche in Pewsum, Gemeinde Krummhörn, Landkreis Aurich, Ostfriesland.
- Evangelisch-reformierte Kreuzkirche in Pilsum, Gemeinde Krummhörn, Landkreis Aurich, Ostfriesland.
- Evangelisch-lutherische St.-Ulrichs-Kirche in Rastede, Landkreis Ammerland.[16]
- Evangelisch-lutherische Kirche in Rhaude, Gemeinde Rhauderfehn, Landkreis Leer, Ostfriesland.
- Evangelisch-lutherische St. Vinzenz und Gertrud-Kirche in Riepe, Gemeinde Ihlow, Landkreis Aurich, Ostfriesland.
- Katholische Kirche St. Johannes der Täufer der früheren Johanniterkommende Lage in Rieste, Samtgemeinde Bersenbrück, Landkreis Osnabrück.
- Evangelisch-lutherische Kirche in Roggenstede Gemeinde Dornum, Landkreis Aurich, Ostfriesland.[17]
- Evangelisch-reformierte Nicolai-Kirche in Rorichum, Gemeinde Moormerland, Landkreis Leer, Ostfriesland.
- Evangelisch-reformierte Kirche in Rysum, Gemeinde Krummhörn, Landkreis Aurich, Ostfriesland.
- Evangelisch-lutherische St.-Magnus-Kirche in Sande, Landkreis Friesland.
- Evangelisch-lutherische St.-Jakobus-Kirche in Sandel, Landkreis Friesland.[18]
- Evangelisch-lutherische St.-Johannis-Kapelle in Stadthagen, Landkreis Schaumburg. Drei schräg geschnittene Sehschlitze lagen in der Nordwand der längsrechteckigen Kapelle.
- Evangelisch-reformierte Kreuzkirche in Stapelmoor, Stadt Weener, Rheiderland, Landkreis Leer, Ostfriesland.
- Evangelisch-lutherische St.-Ägidien-Kirche in Stedesdorf, Samtgemeinde Esens, Landkreis Wittmund, Ostfriesland.
- Evangelisch-lutherische Barbara-Kirche in Strackholt, Gemeinde Großefehn, Landkreis Aurich, Ostfriesland.[19]
- Evangelisch-lutherische Kirche in Suurhusen, Gemeinde Hinte, Landkreis Aurich, Ostfriesland.[20]
- Evangelisch-reformierte Kirche in Tergast, Gemeinde Moormerland, Landkreis Leer, Ostfriesland.
- Evangelisch-reformierte Kirche in Upleward, Gemeinde Krummhörn, Landkreis Aurich, Ostfriesland.
- Evangelisch-reformierte Kirche in Vellage, Stadt Weener, Rheiderland, Landkreis Leer, Ostfriesland.
- Evangelisch-reformierte Kirche in Visquard, Gemeinde Krummhörn, Landkreis Aurich, Ostfriesland.
- Evangelisch-lutherische Nikolaikirche in Weene, Gemeinde Ihlow, Landkreis Aurich, Ostfriesland.
- Evangelisch-lutherische St.-Nikolai-Kirche in Werdum, Samtgemeinde Esens, Landkreis Wittmund, Ostfriesland.
- Evangelisch-lutherische Petrikirche in Westeraccum, Gemeinde Dornum, Landkreis Aurich, Ostfriesland.
- Evangelisch-lutherische St.-Martins-Kirche in Westerende-Kirchloog, Gemeinde Ihlow, Landkreis Aurich, Ostfriesland.
- Evangelisch-lutherische Friedenskirche in Westerholt, Samtgemeinde Holtriem, Landkreis Wittmund, Ostfriesland.
- Evangelisch-reformierte Kirche in Westerhusen Gemeinde Hinte, Landkreis Aurich, Ostfriesland.

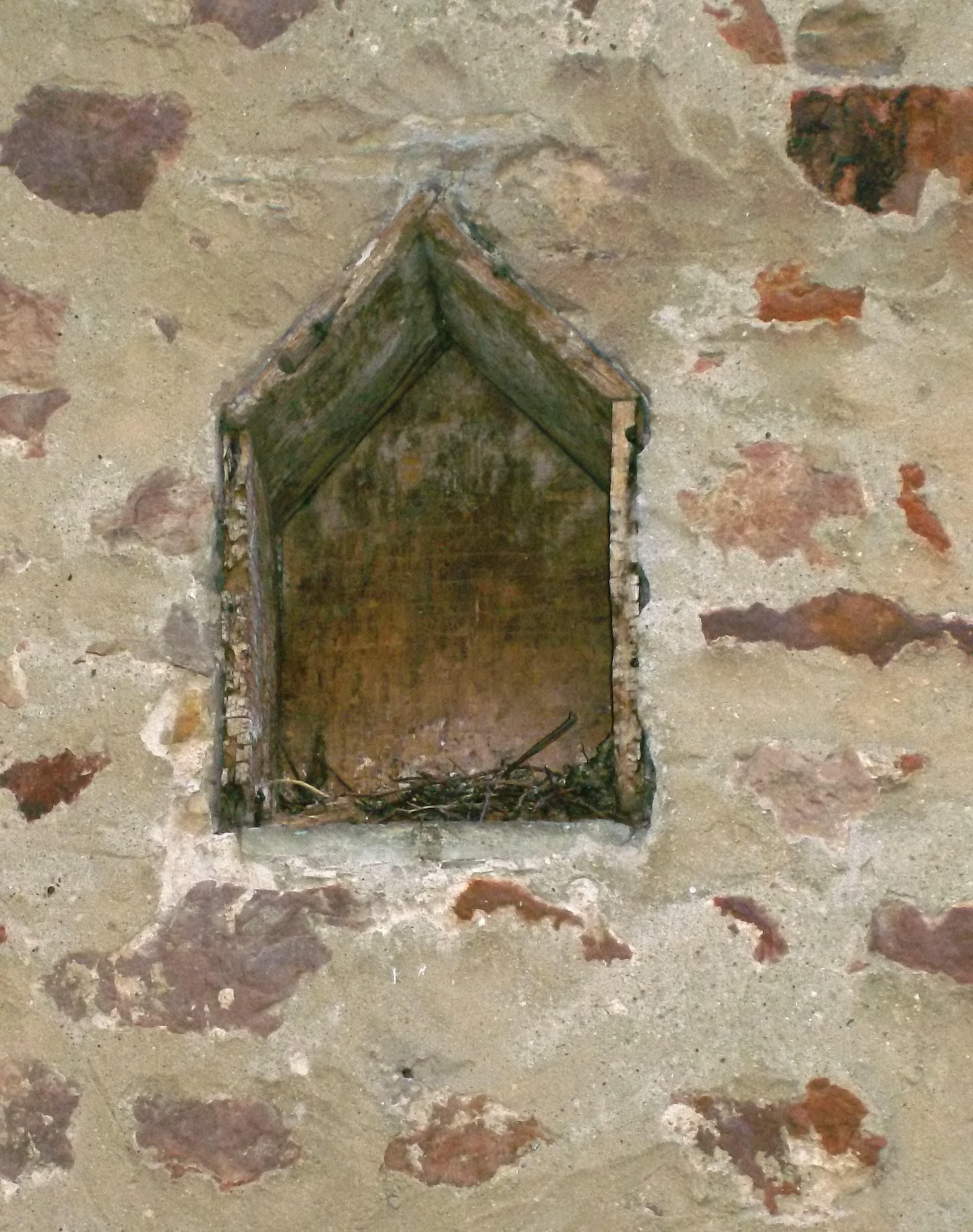
Hagioskop der St.-Clemens-Kirche im Iburger Schloss
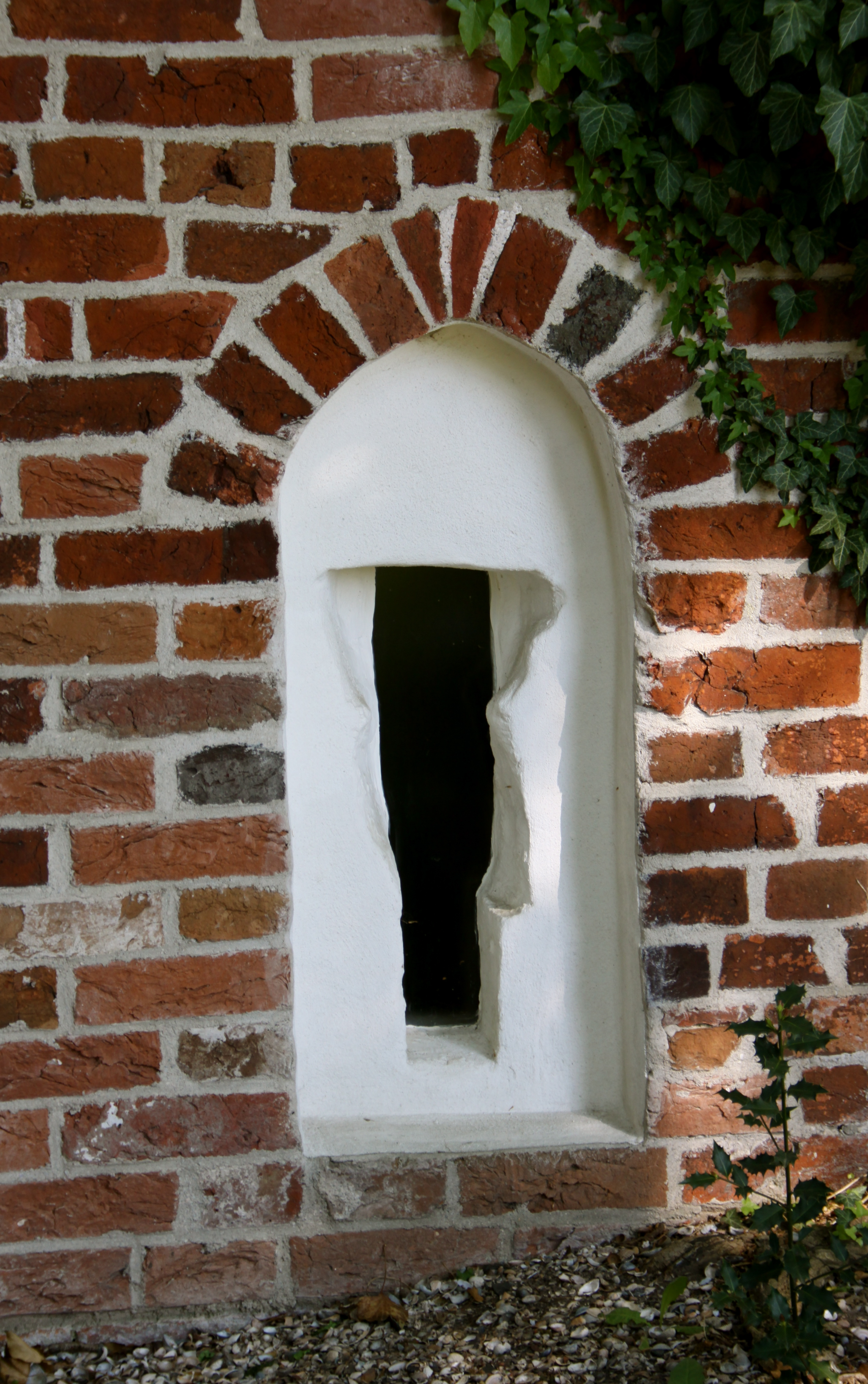
Hagioskop in Bokelesch (Außenansicht)
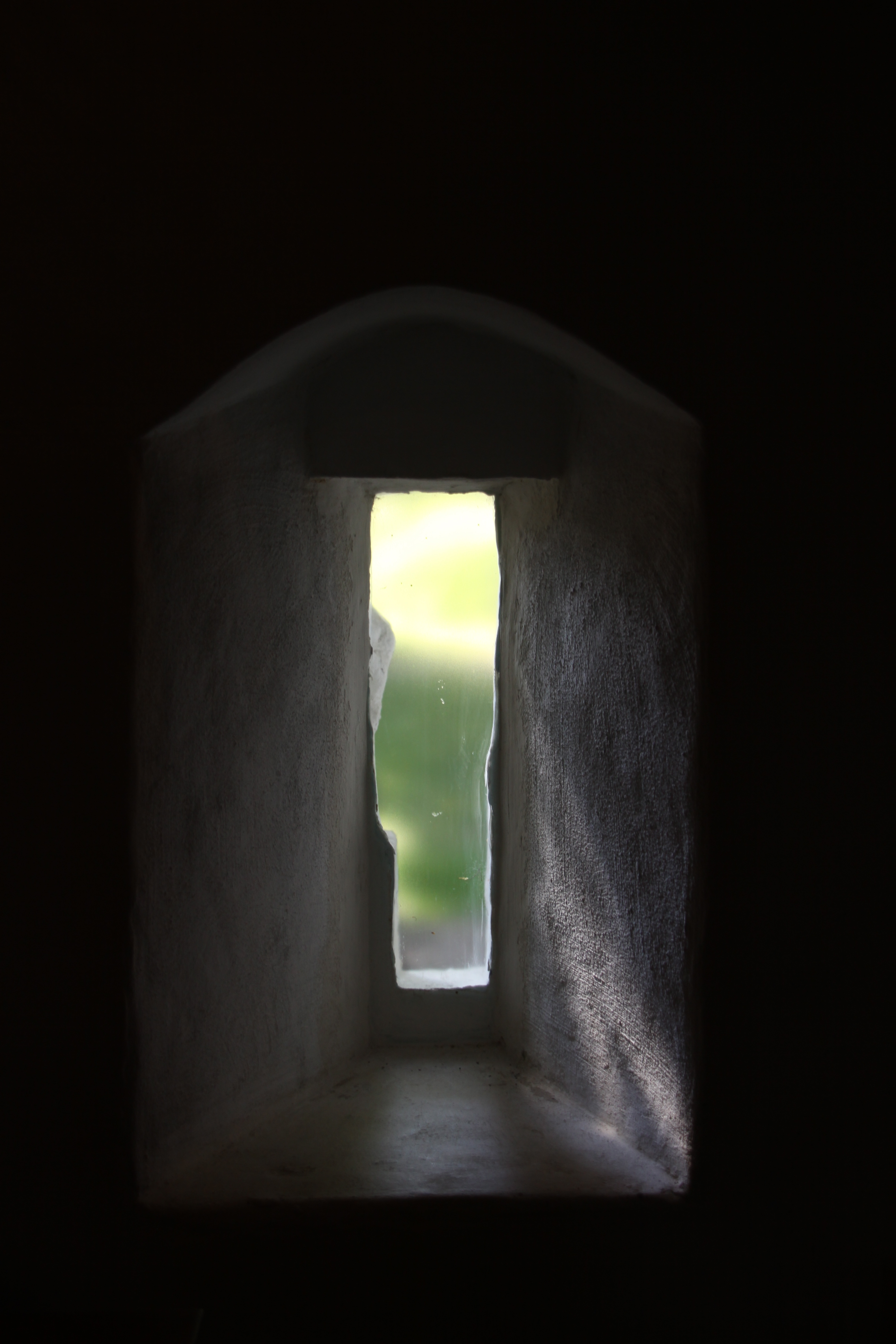
Hagioskop in Bokelesch (Innenansicht)
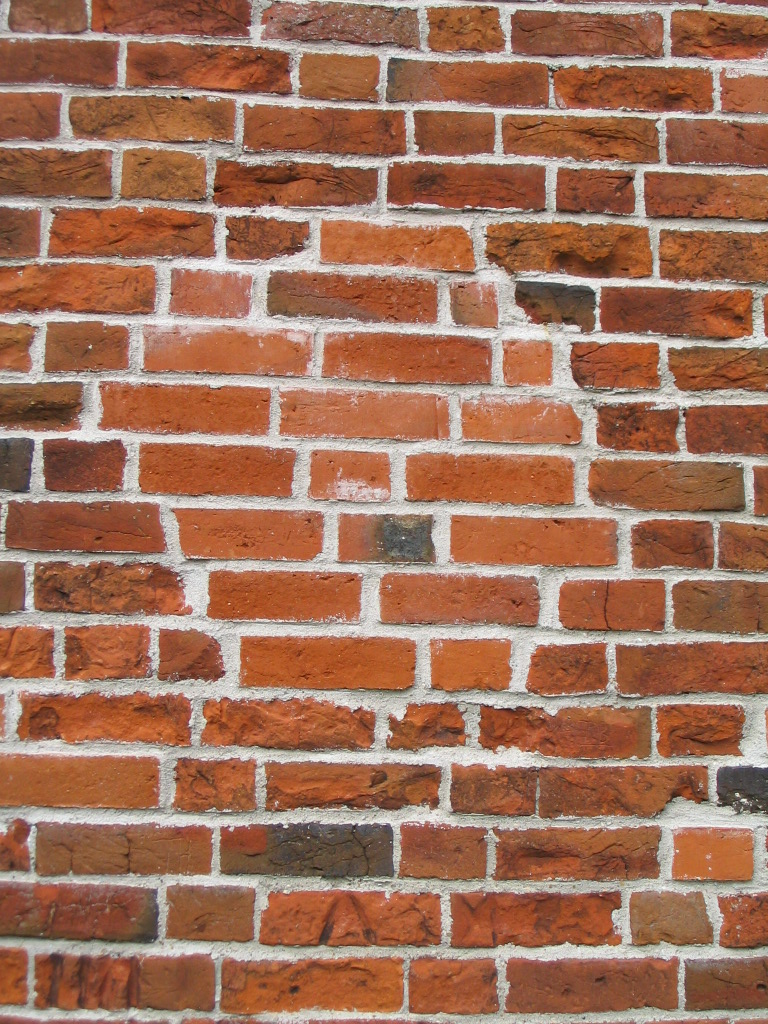
Vermauertes Hagioskop der Kirche in Dunum (Außenansicht)
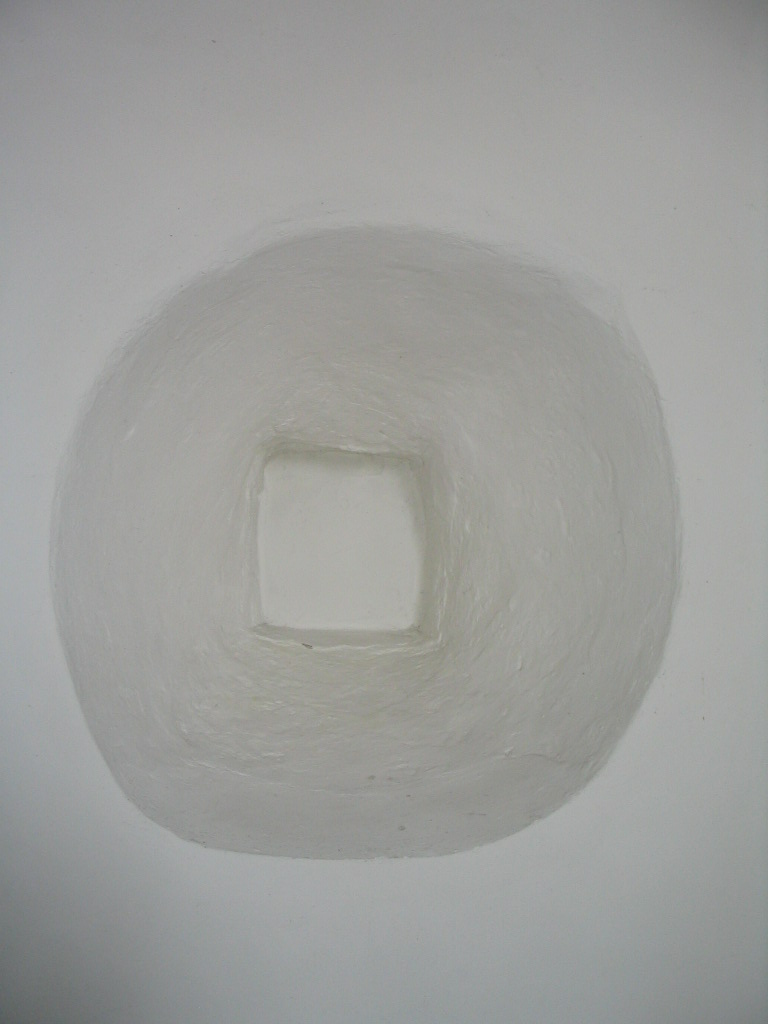
Vermauertes Hagioskop der Kirche in Dunum (Innenansicht)
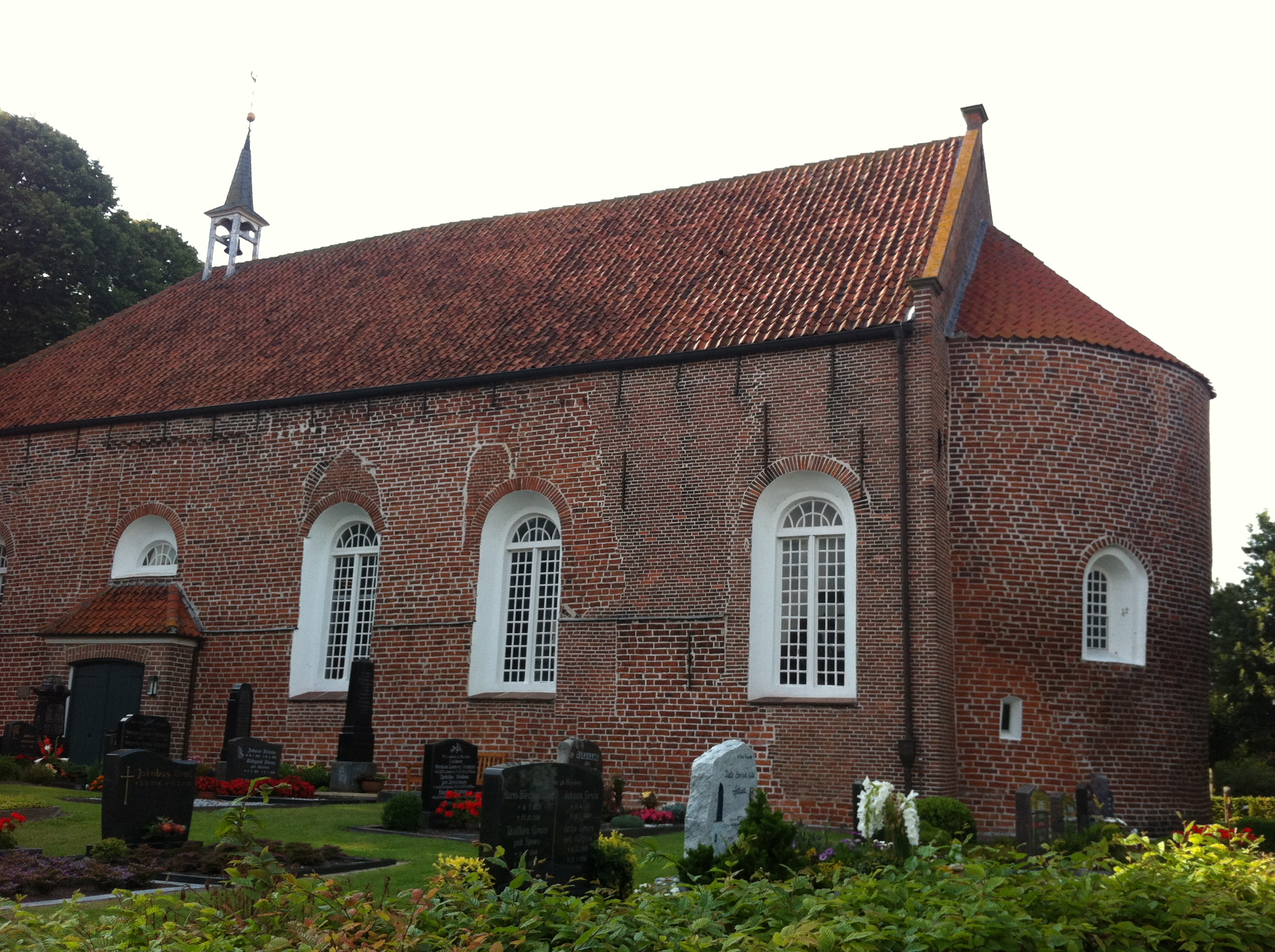
Midlumer Kirche mit Hagioskop in der Apsis
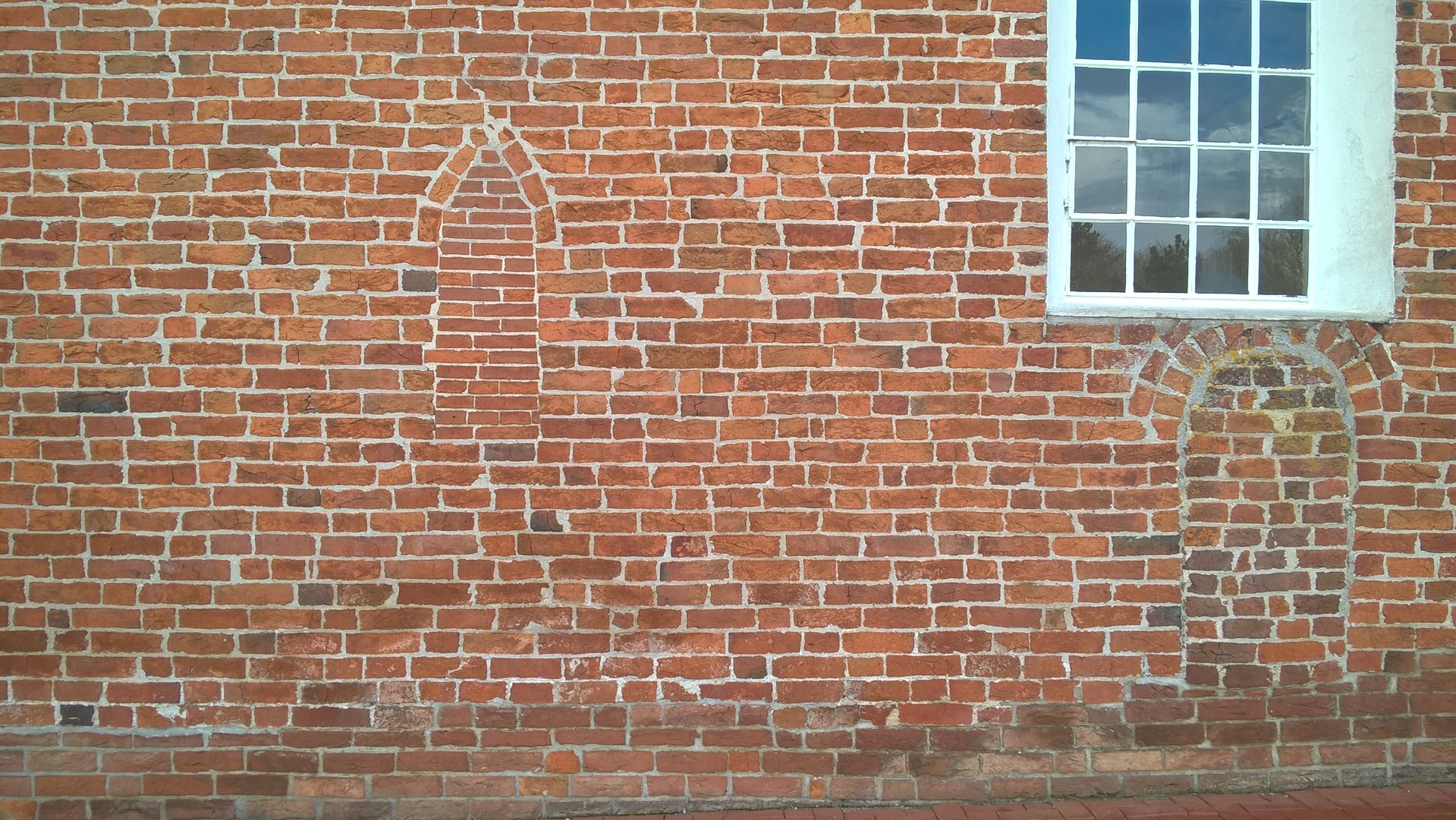
Vermauertes Hagioskop (links) und vermauerte Frauentür in der Nordwand der Mitling-Marker Kirche
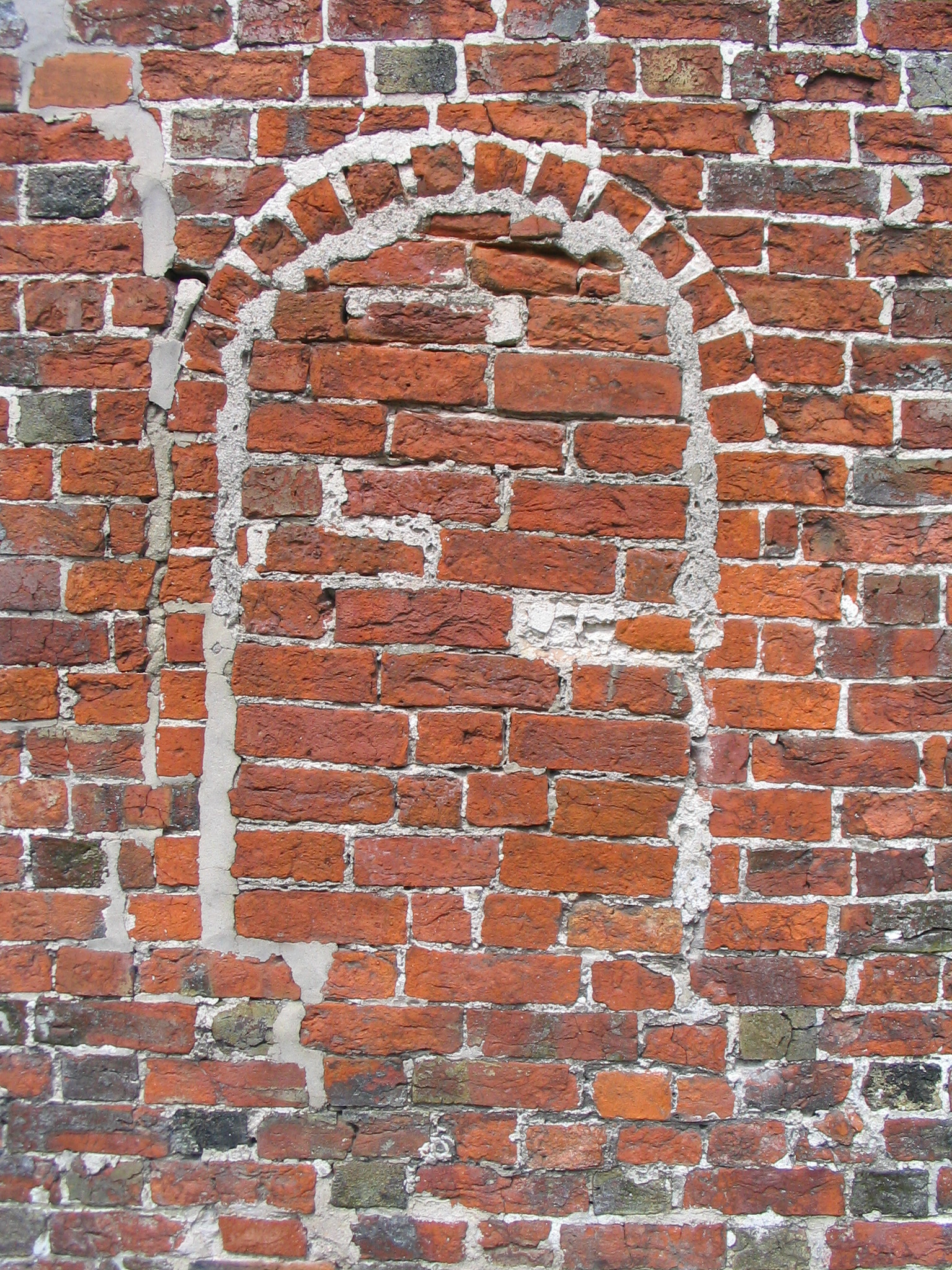
Vermauertes Hagioskop der St.-Magnus-Kirche in Sande
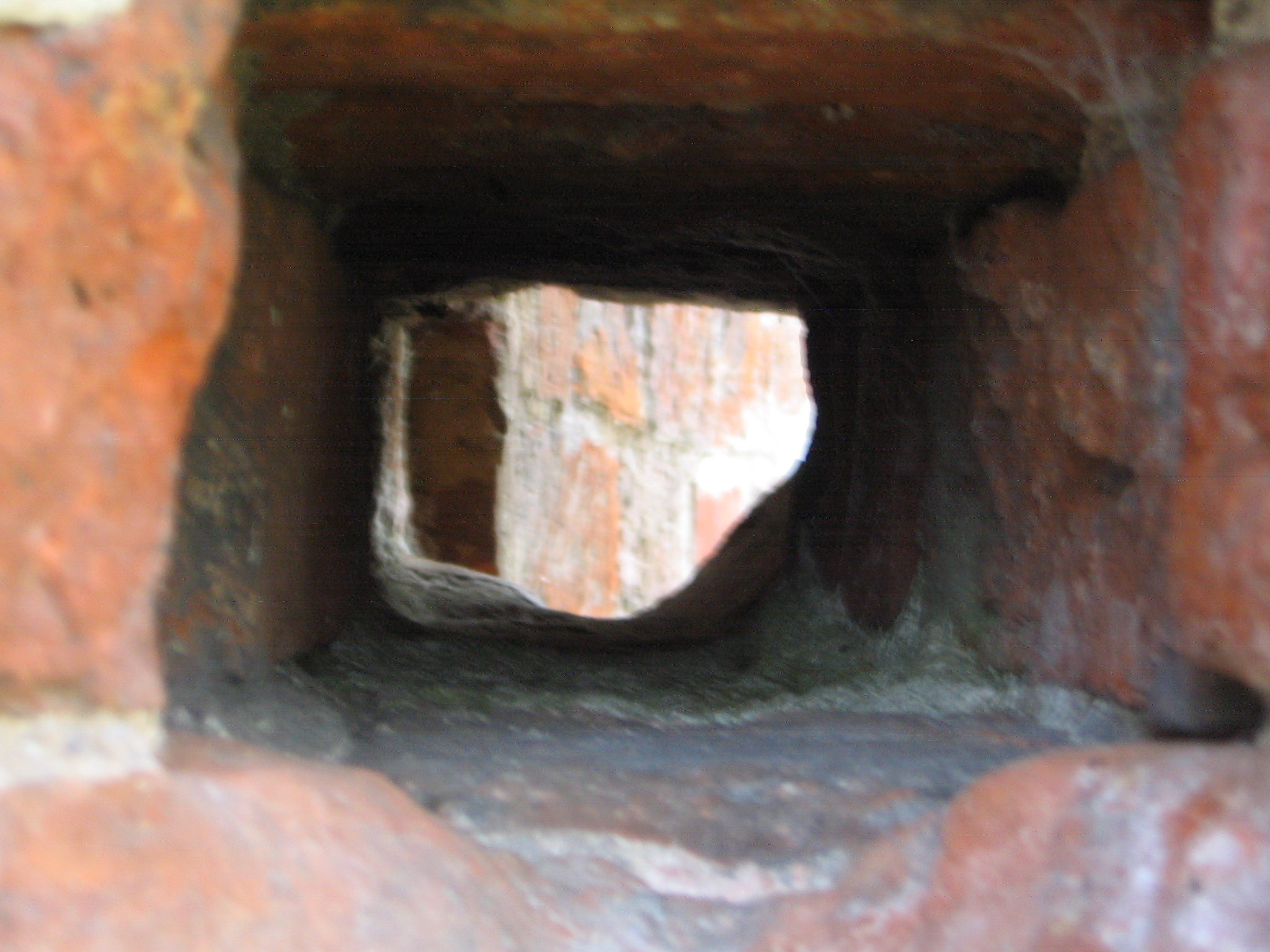
Hagioskop der St.-Jakobus-Kirche in Sandel (Südseite / außen)
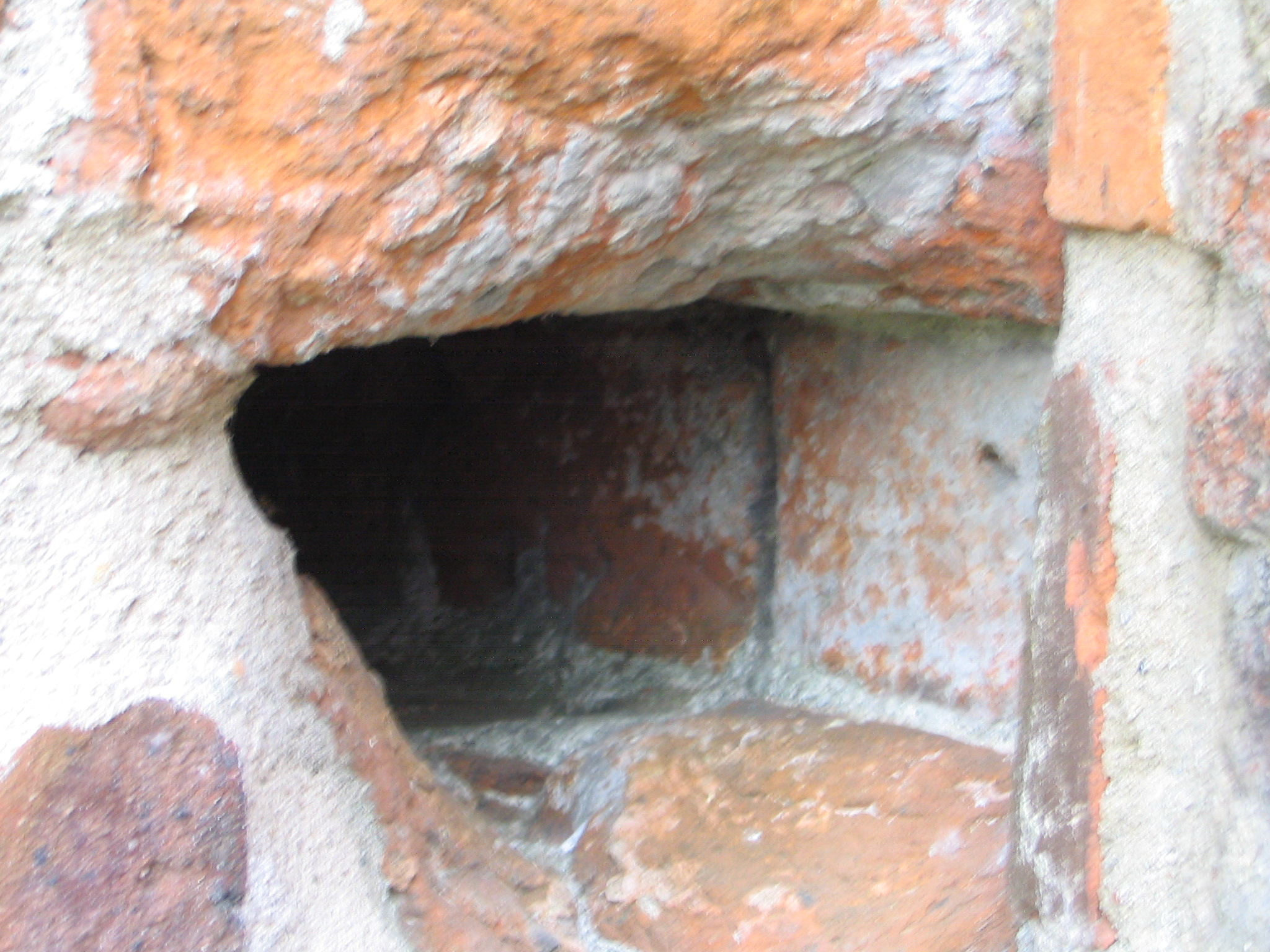
Hagioskop der St.-Jakobus-Kirche in Sandel (Südseite / innen)
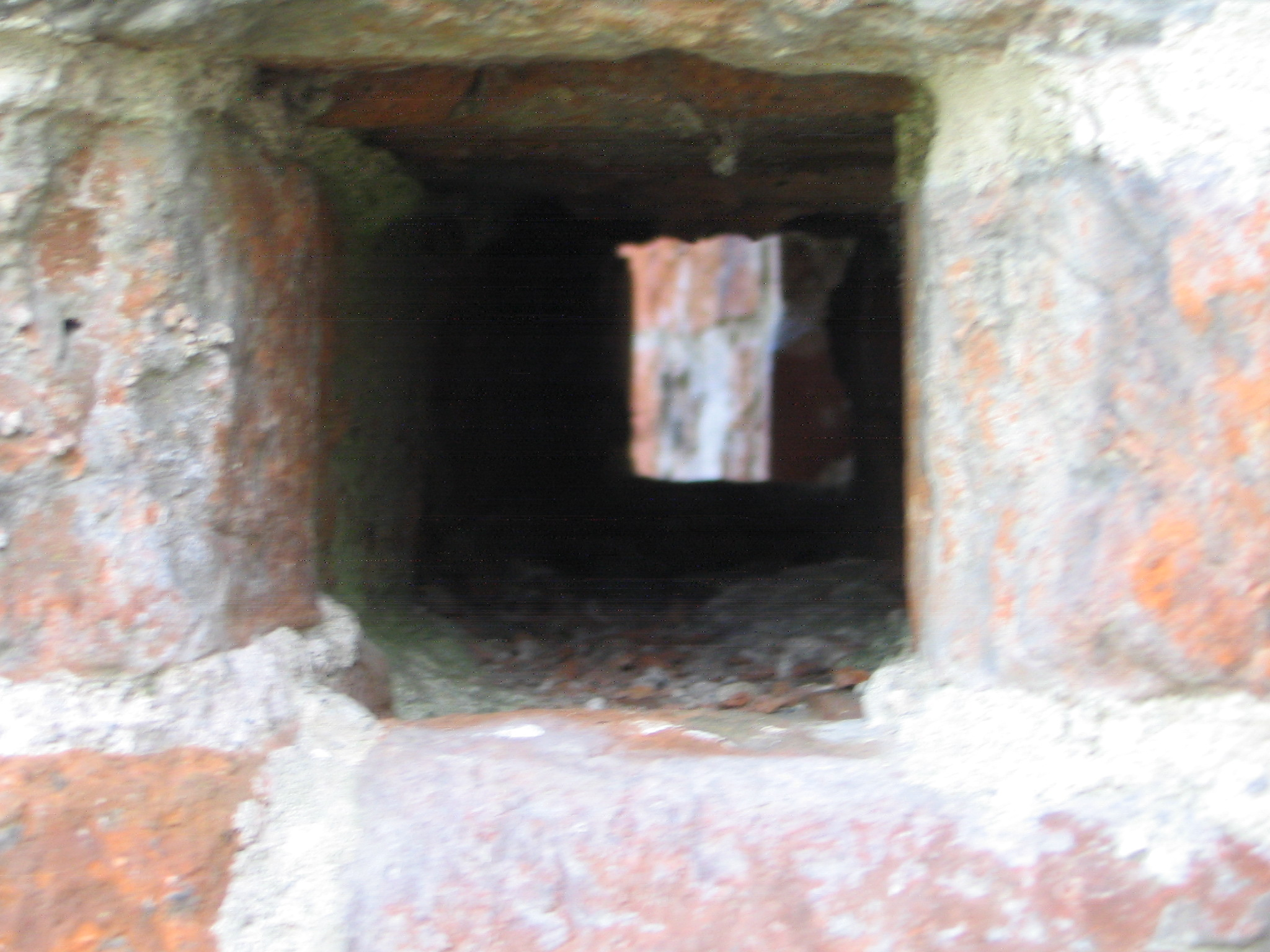
Hagioskop der St.-Jakobus-Kirche in Sandel (Nordseite / außen)
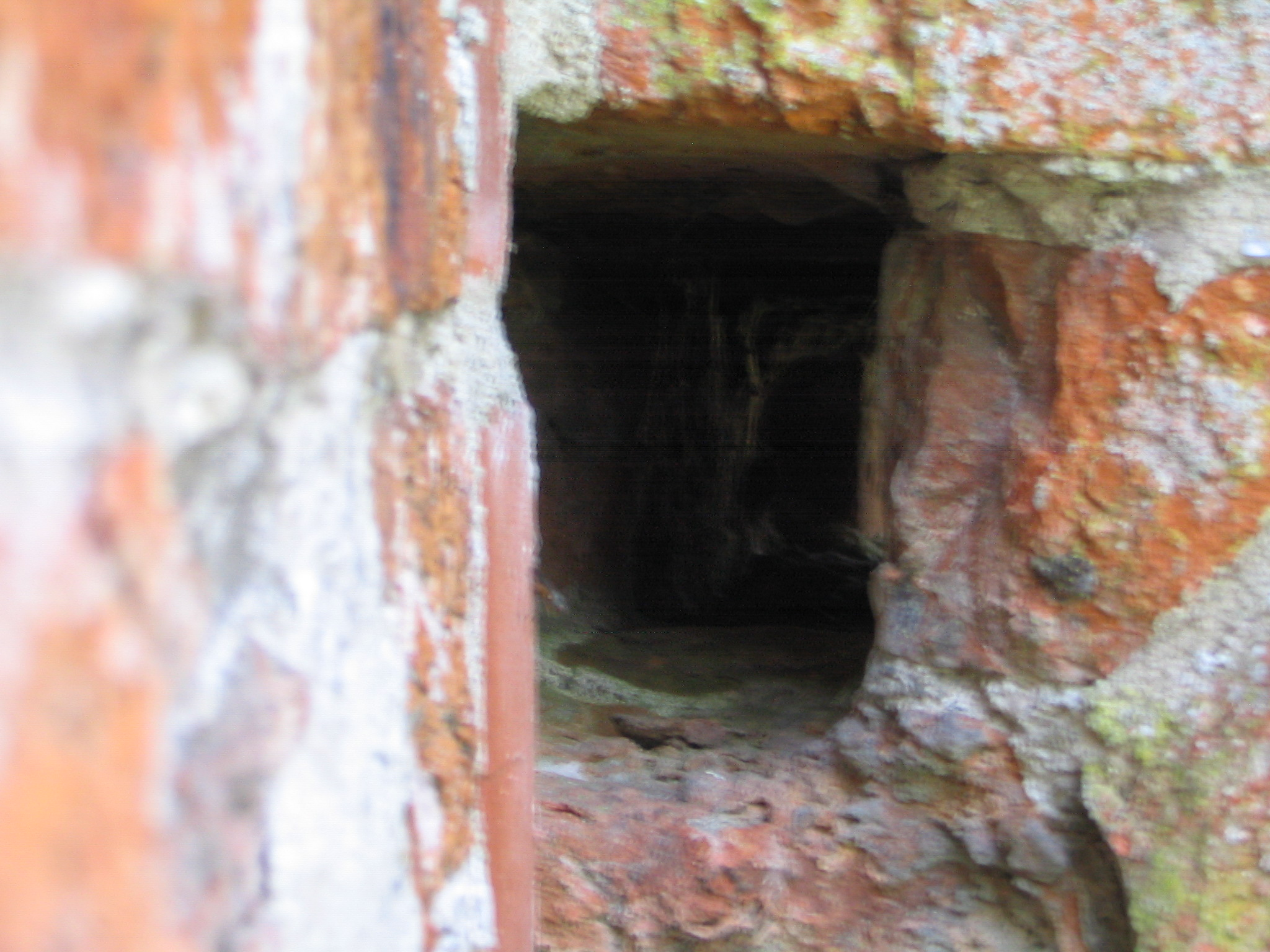
Hagioskop der St.-Jakobus-Kirche in Sandel (Nordseite / innen)
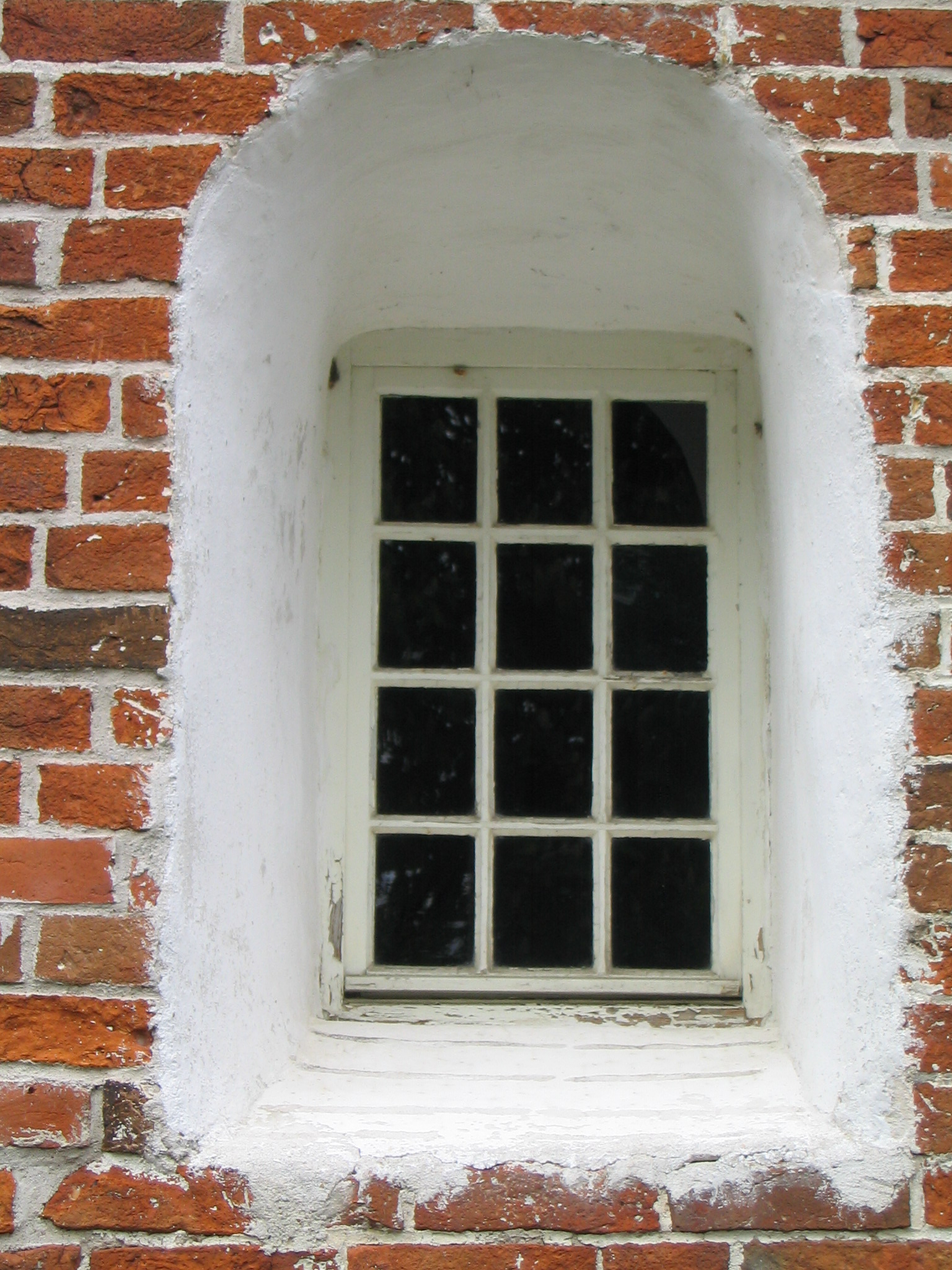
Hagioskop der Friedenskirche in Westerholt (Südseite / außen / westl.)
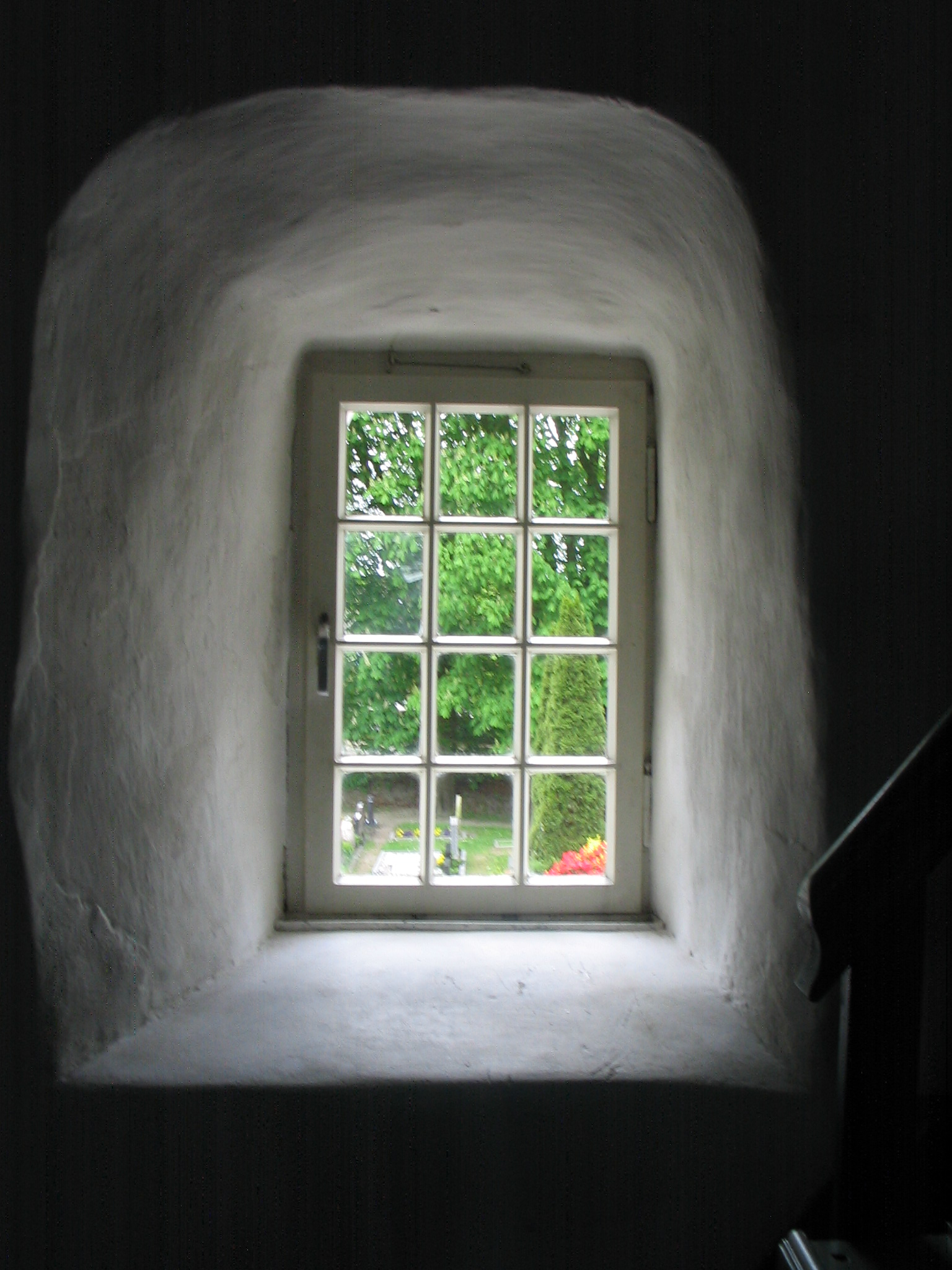
Hagioskop der Friedenskirche in Westerholt (Südseite / innen / westl.)
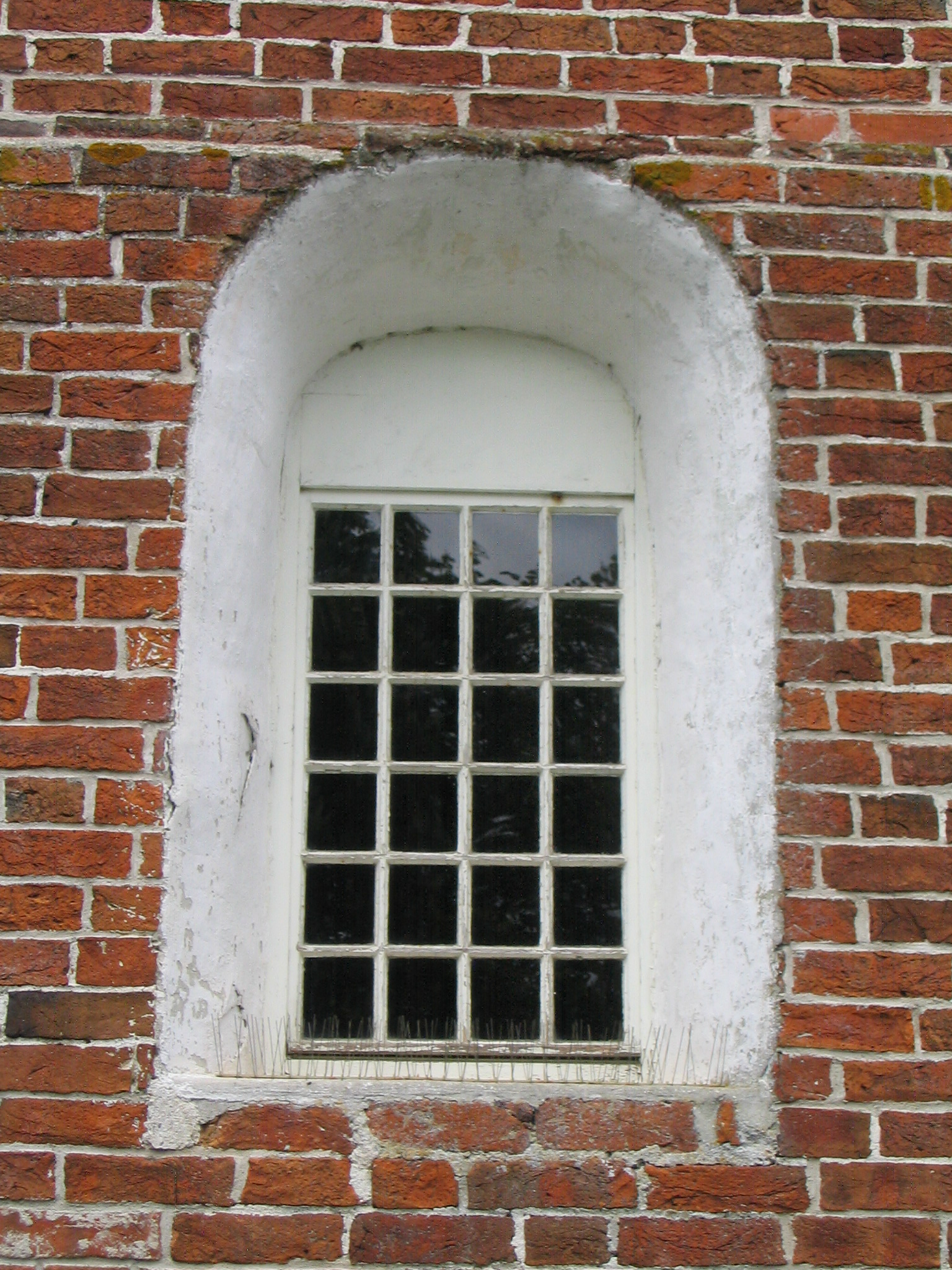
Hagioskop der Friedenskirche in Westerholt (Südseite / außen / östl.)
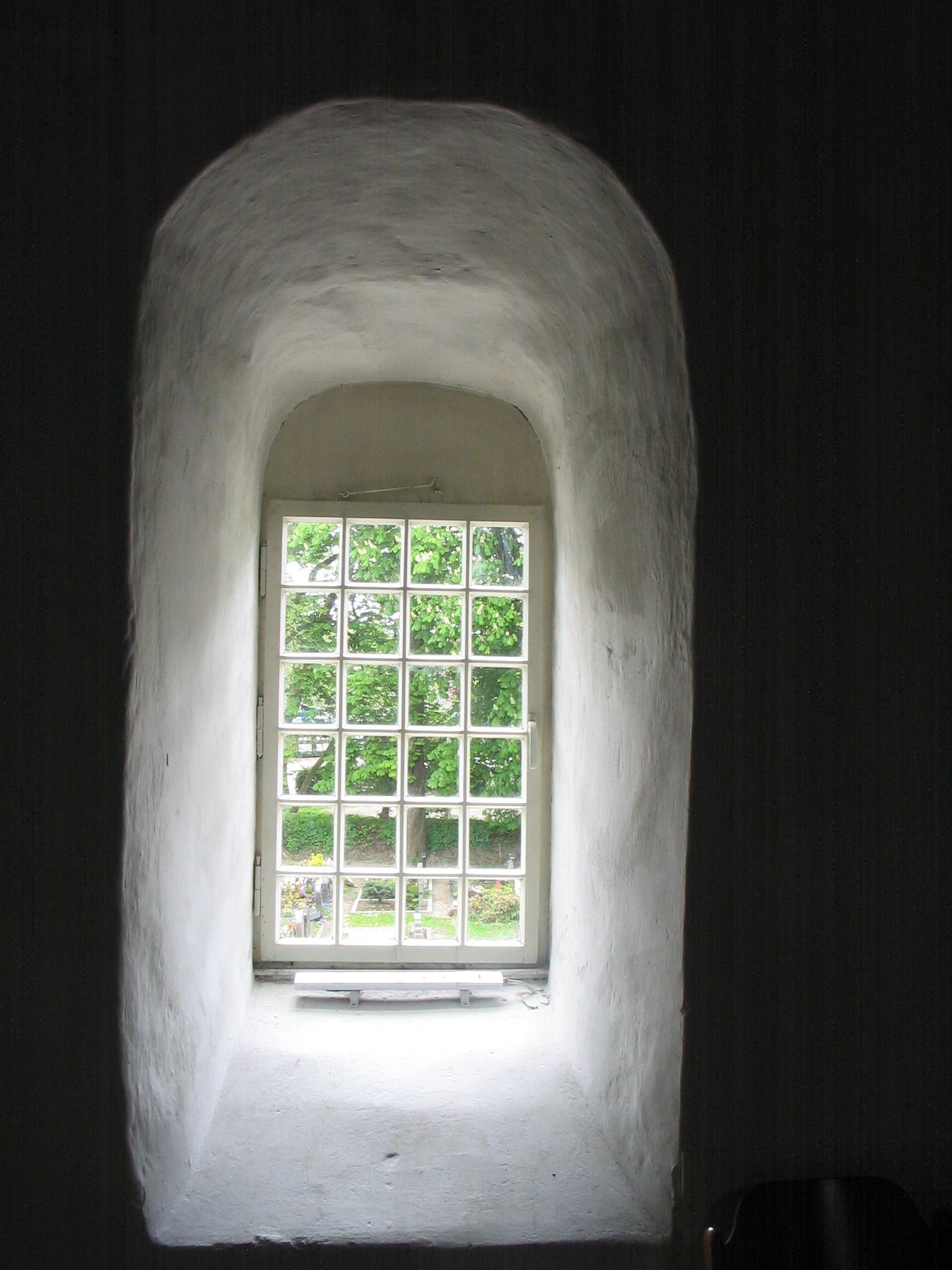
Hagioskop der Friedenskirche in Westerholt (Südseite / innen / östl.)

#### Nordrhein-Westfalen
- Römisch-katholische Pfarrkirche St. Cyriakus in Berghausen, Stadt Schmallenberg, Hochsauerlandkreis.
- Evangelisch-lutherische Pfarrkirche St. Ulricus in Börninghausen, Stadt Preußisch Oldendorf, Kreis Minden-Lübbecke.[21]
- Evangelisch-reformierte Kirche, Alexanderkirche, in Oerlinghausen, Kreis Lippe, am Hermannsweg gelegen.
- Römisch-katholische St.-Antonius-Kapelle (heute als Autobahnkirche genutzt) in Tungerloh, Stadt Gescher, Kreis Borken.

#### Rheinland-Pfalz
- Katholische Pfarrkirche Maria Himmelfahrt (Andernach), je ein Hagioskop auf Nord- und Südseite[22]
- Hospitalkirche des Sankt-Eligius-Hospitals[23] in Neuerburg, Eifelkreis Bitburg-Prüm.[24]
- Liebfrauenkirche (Koblenz): Unter dem letzten (östlichsten) Fächerfenster des nördlichen Seitenschiffs, in der Form eines Vierpasses eingebaut kurz nach dem Jahr 1200.[25]

#### Sachsen-Anhalt
- Dorfkirche zu Redekin, Stadt Jerichow, Landkreis Jerichower Land.[26]

#### Schleswig-Holstein
- St.-Marien-Kirche in Boren, Kreis Schleswig-Flensburg.[2]
- St.-Andreas-Kirche in Brodersby, Kreis Schleswig-Flensburg.[3]
- Kirchlein am Meer in Schobüll, Kreis Nordfriesland

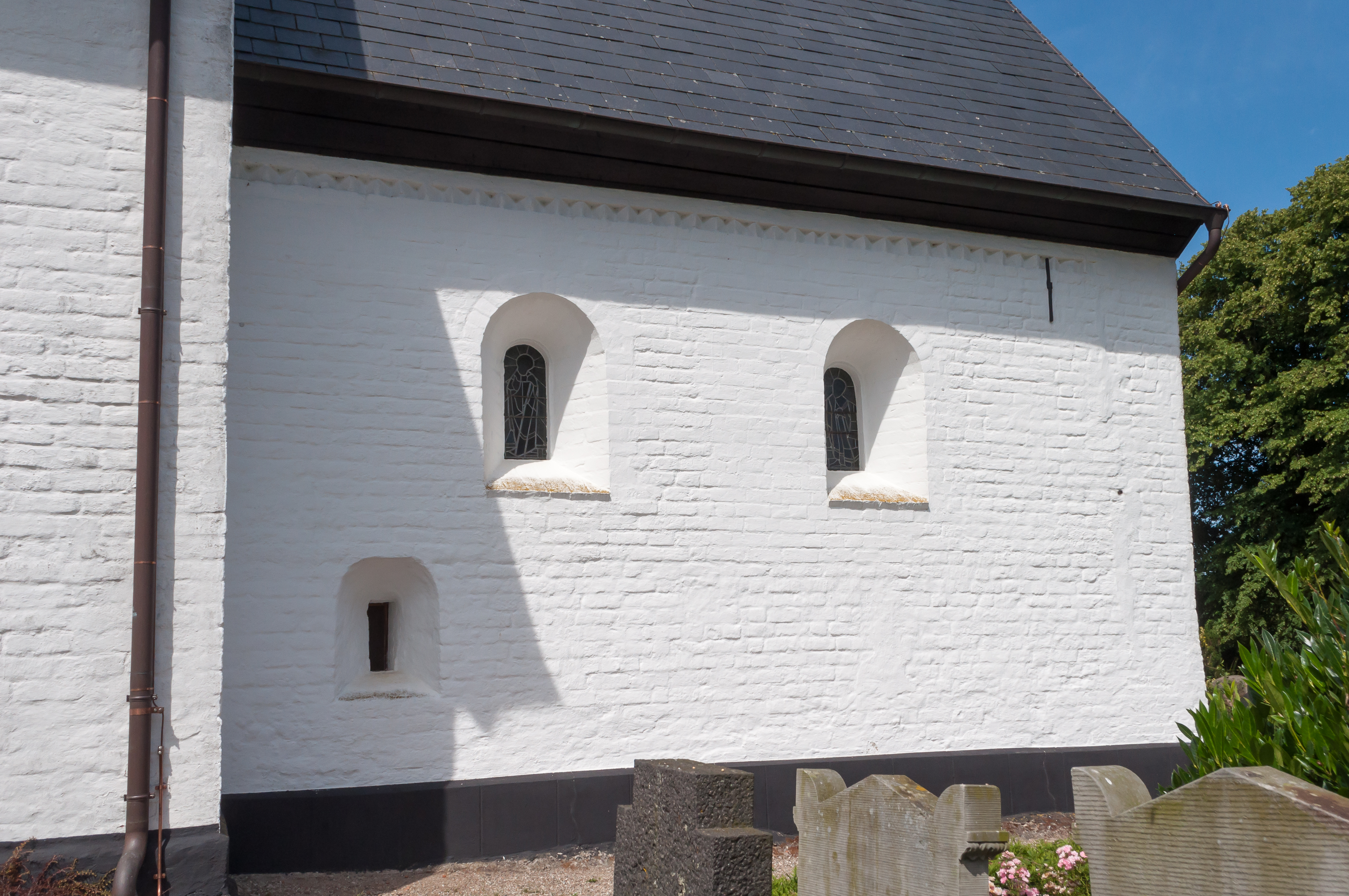
Hagioskop der St.-Marien-Kirche in Boren
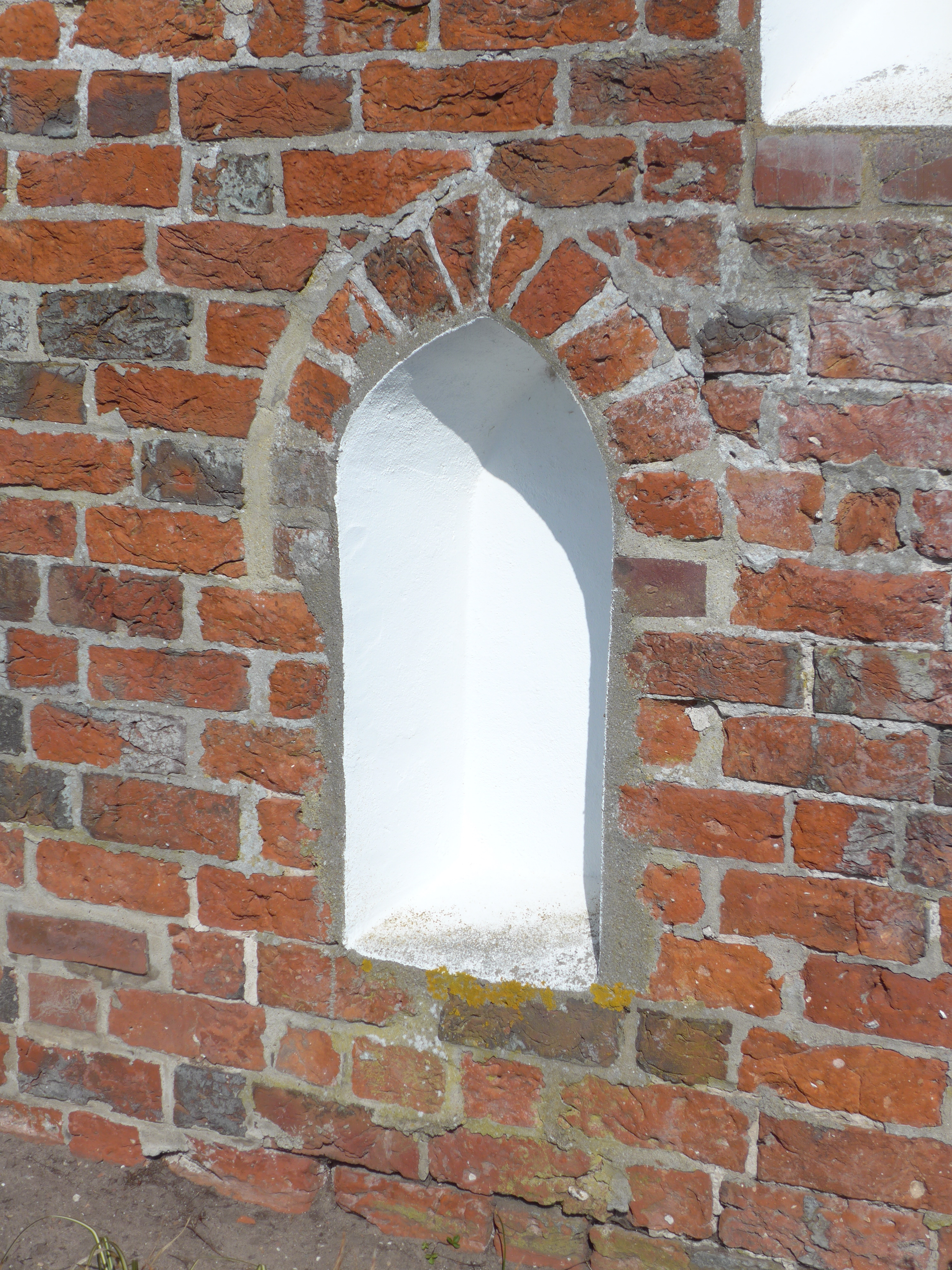
Vermauertes Hagioskop des Schobüller Kirchleins am Meer

### Finnland
- Olafsburg in der Stadt Savonlinna.

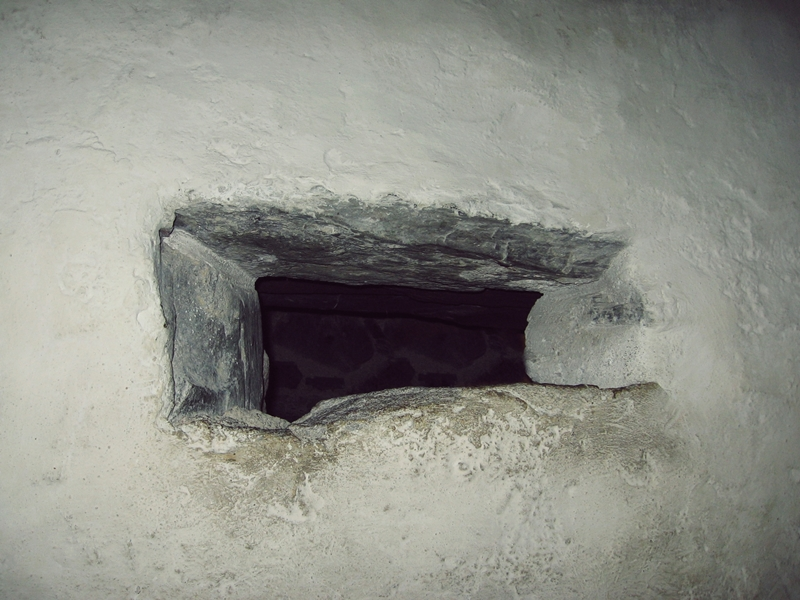
Hagioskop in der Olafsburg in Savonlinna

### Frankreich
- Kirche Notre-Dame in Avioth, Département Meuse, Region Grand Est.
- Jean-de-Bourbon-Kapelle in der ehemaligen Abtei von Cluny, Département Saône-et-Loire, Region Bourgogne-Franche-Comté.
- Kirche St. Laurent in Deauville, Département Calvados, Region Normandie.
- Kirche Nôtre Dame in Dives-sur-Mer, Département Calvados, Region Normandie (Beschriftung trou aux lépreux [Leprosenloch]).[27]
- Alte Kapelle St. Maurice in Freimingen-Merlenbach, Département Moselle, Region Grand Est.
- Basilika Notre-Dame-du-Roncier in Josselin, Département Morbihan, Region Bretagne (14. Jahrhundert).[28]
- Kirche St. Martin in Laives, Département Saône-et-Loire, Region Bourgogne-Franche-Comté.
- Kirche von Montrond-les-Bains, Département Loire, Region Auvergne-Rhône-Alpes (historische Landschaft Forez).
- Schlosskapelle von Novéry, Département Haute-Savoie, Region Auvergne-Rhône-Alpes.
- Kirche Saint-Gervais-Saint-Protais in Paris, Region Île-de-France.
- Kirche Saint-Hilaire in Pesmes, Département Haute-Saône, Region Bourgogne-Franche-Comté.
- Kapelle Sainte-Trinité in Saint-Avold, Département Moselle, Region Grand Est.
- Kirche St. Peter und Paul in Saint-Avold, Département Moselle, Region Grand Est.
- Kapelle der Burg Tonquédec, Département Côtes-d’Armor, Region Bretagne.
- Kirche St. Martin in Vassy-sous-Pisy, Département Yonne, Region Bourgogne-Franche-Comté.

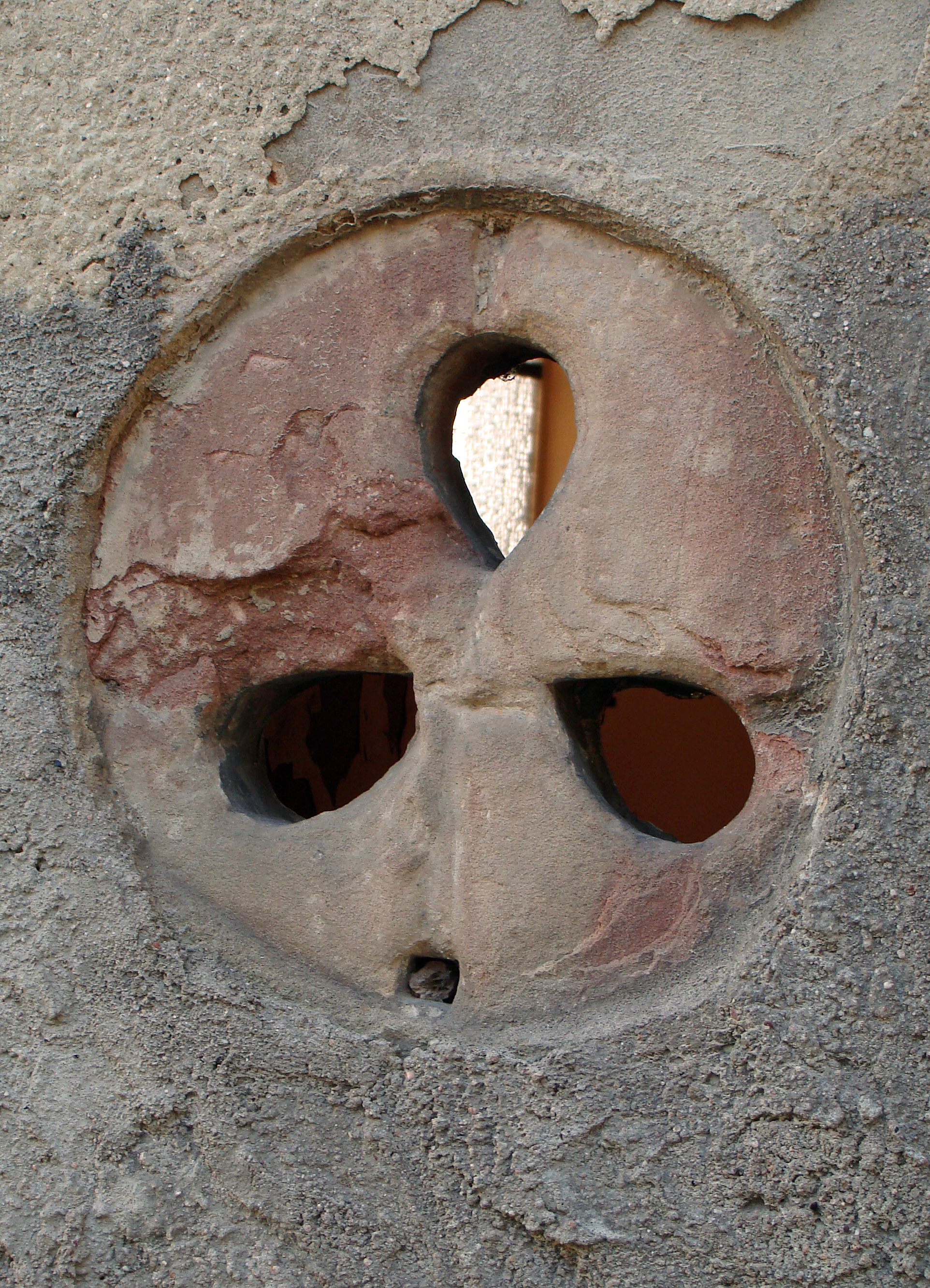
Hagioskop der Alten Kapelle St. Maurice in Freimingen-Merlenbach
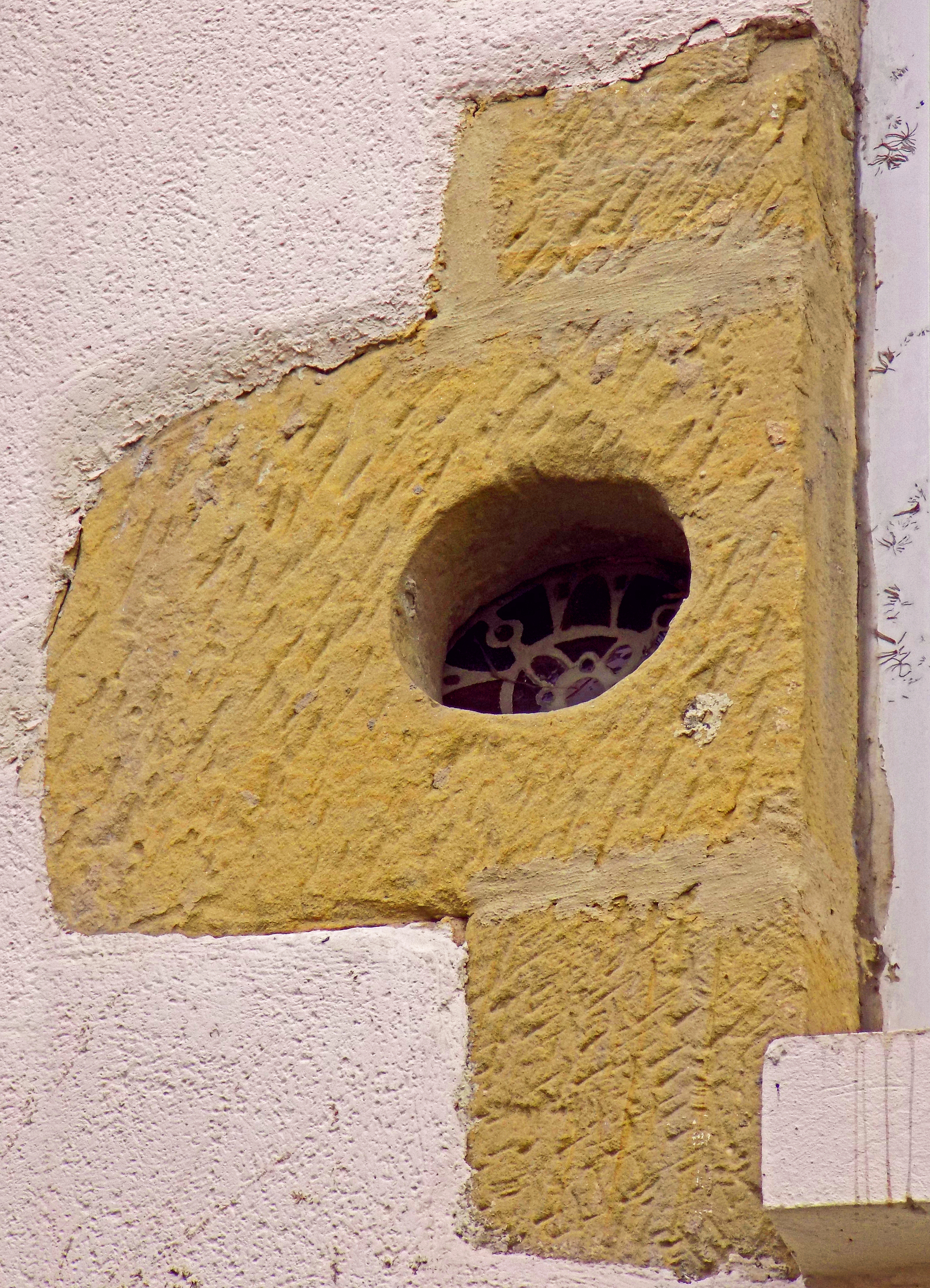
Hagioskop der Kirche St. Peter und Paul in Saint-Avold

### Italien
- Dreifaltigkeitskirche (Chiesa della Santissima Trinità, auch Sveta Trojica genannt) im Dorf Monteaperta, Gemeinde Taipana in der Region Friaul-Julisch Venetien.

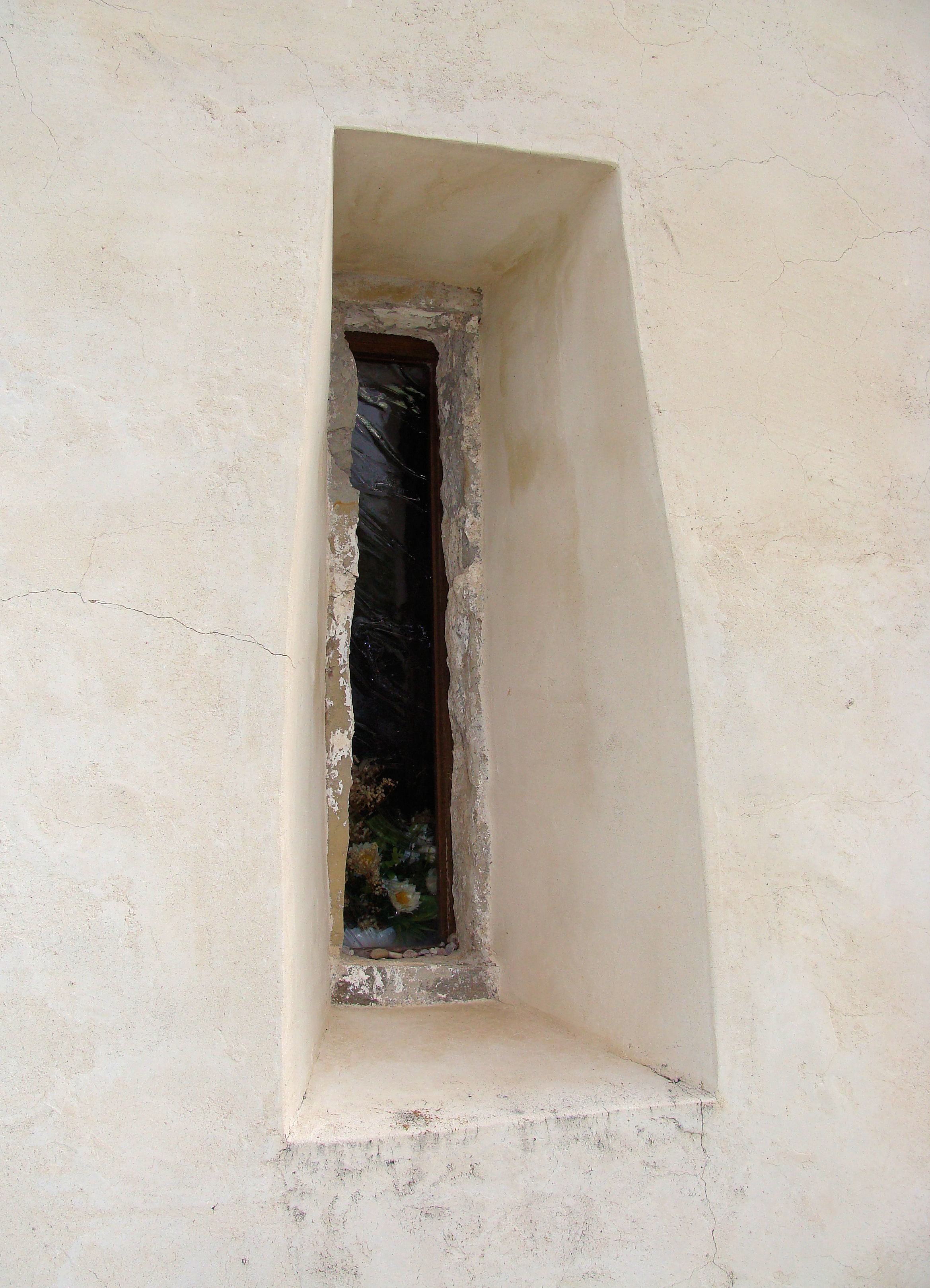
Hagioskop der Dreifaltigkeitskirche von Monteaperta

### Niederlande
- Sebastiankirche in Bierum, Gemeinde Eemsdelta, Provinz Groningen.
- Kirche von Breede, Gemeinde Het Hogeland, Provinz Groningen.
- Alte Blasiuskirche in Delden, Region Twente, Provinz Overijssel.
- St.-Vitus-Kirche in Doezum, Gemeinde Westerkwartier, Provinz Groningen.
- Salviuskirche in Dronrijp, Gemeinde Waadhoeke, Provinz Friesland.
- Pancratiuskirche von Godlinze, Gemeinde Eemsdelta, Provinz Groningen.
- St.-Johannes-Kirche von Hoorn, Insel Terschelling, Provinz Friesland.
- Dorfkirche von Jistrum, Gemeinde Tytsjerksteradiel, Provinz Friesland.
- Marienkirche in Krewerd, Gemeinde Eemsdelta, Provinz Groningen.
- Reformierte Kirche von Leegkerk, Stadtbezirk Hoogkerk, Stadt Groningen, Provinz Groningen.
- Donatuskirche in Leermens, Gemeinde Eemsdelta, Provinz Groningen.
- St.-Andreas-Kirche in Maastricht, Provinz Limburg.
- Mauritiuskirche in Marsum, Gemeinde Eemsdelta, Provinz Groningen.
- Martinuskirche in Middelbert, Stadt Groningen, Provinz Groningen.
- Reformierte Kirche in Niehove, Gemeinde Westerkwartier, Provinz Groningen.
- Alte Kirche von Oosterbeek, Gemeinde Renkum, Provinz Gelderland.[29]
- Kirche von Opwierde, Appingedam, Provinz Groningen.
- St.-Lambertus-Kirche in Vught, Provinz Noord-Brabant.
- St.-Vitus-Kirche in Wetsens, Gemeinde Noardeast-Fryslân, Provinz Friesland.
- Kirche von Wirdum, Gemeinde Eemsdelta, Provinz Groningen.

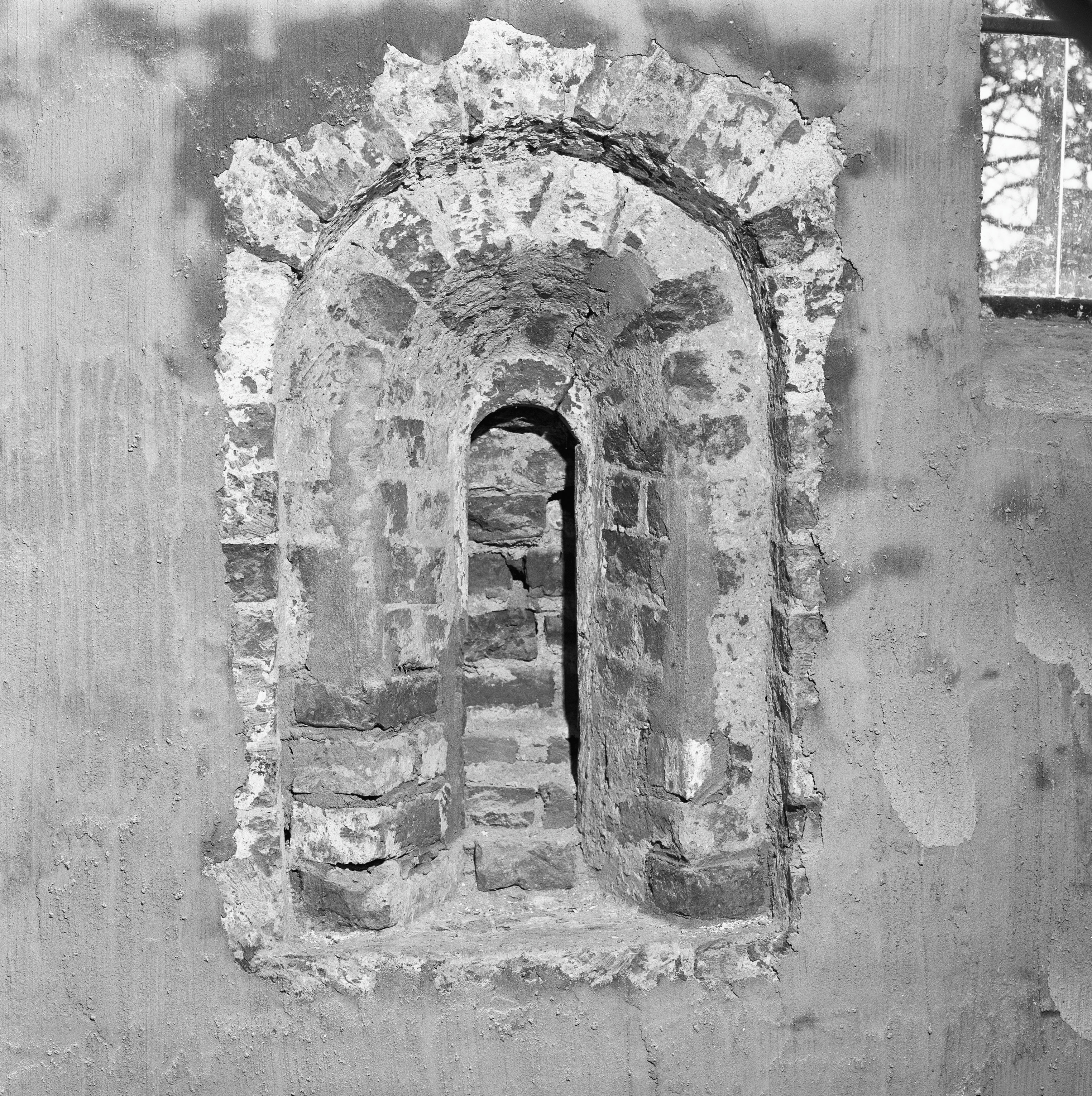
Hagioskop der Kirche von Breede
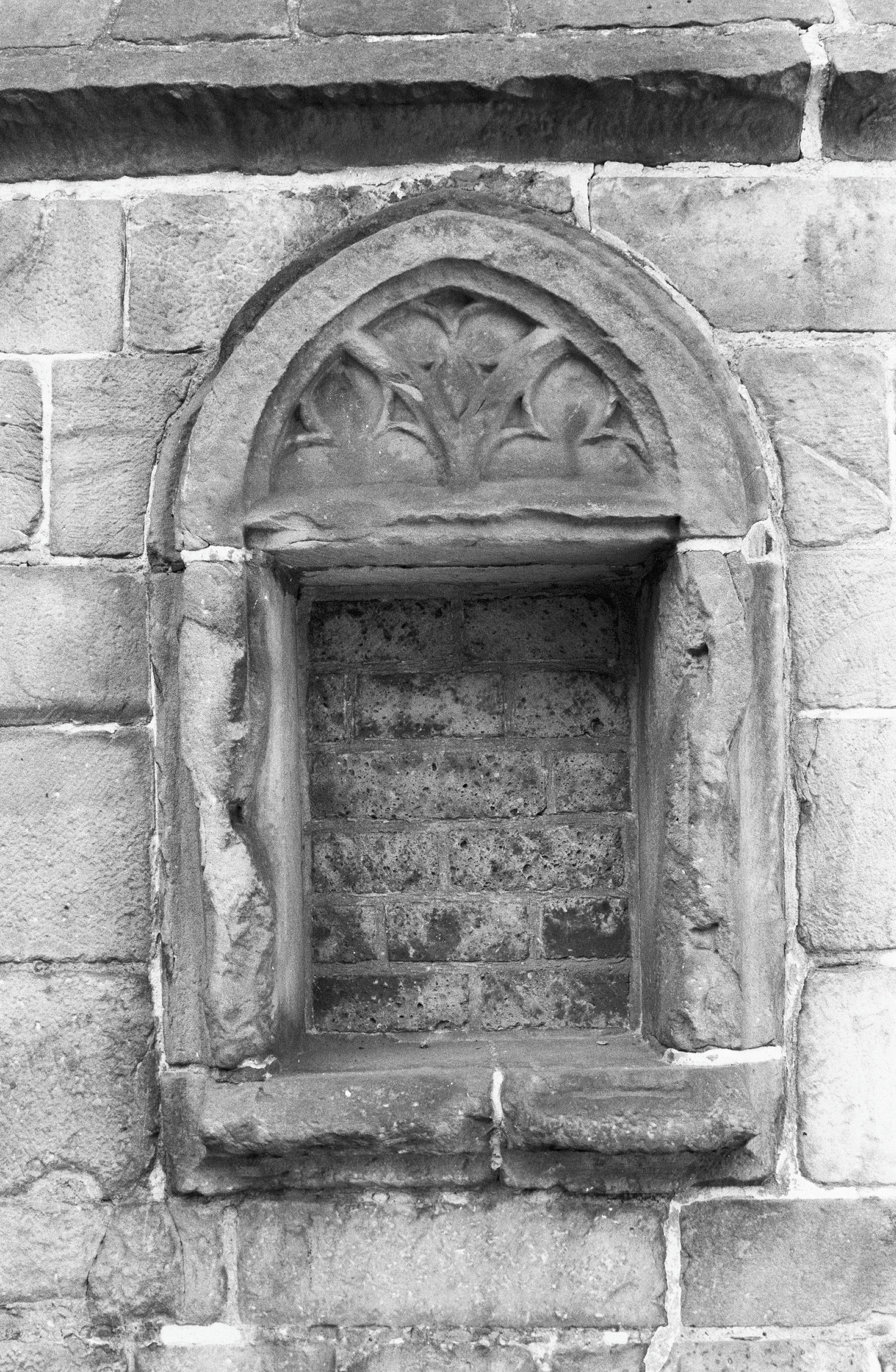
Hagioskop der Alten Blasiuskirche in Delden
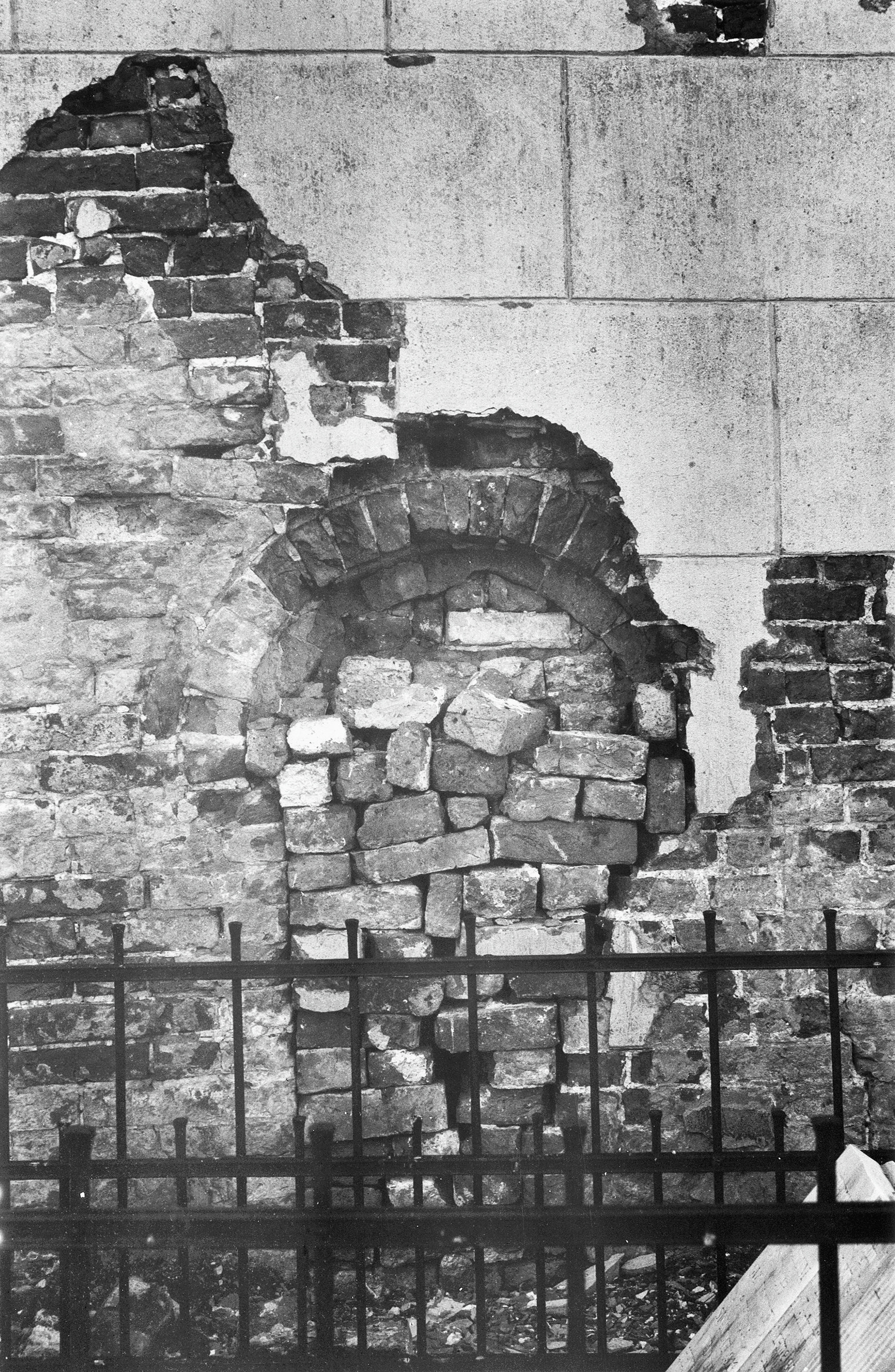
Hagioskop der St.-Vitus-Kirche in Doezum
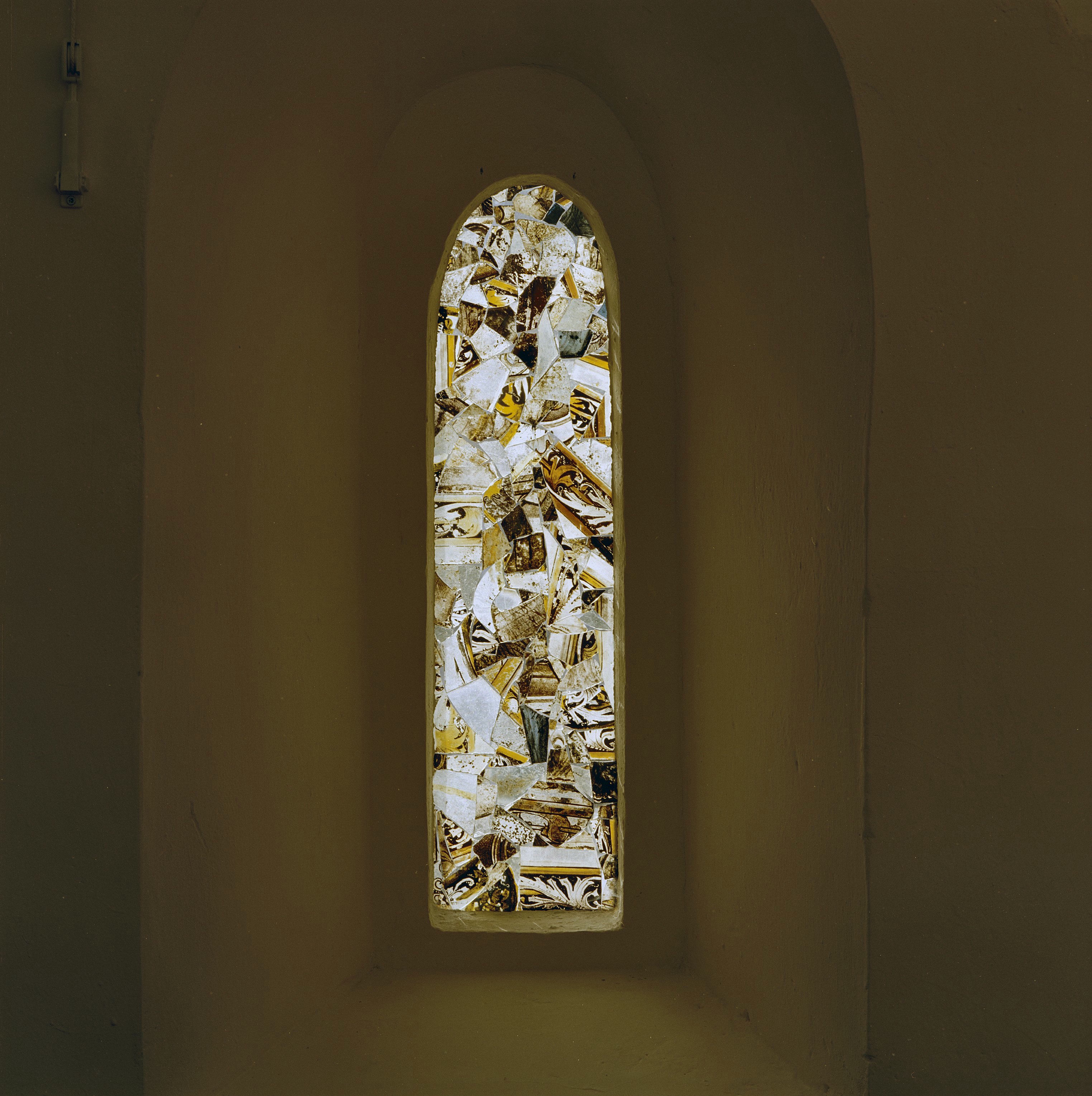
Hagioskop der Salviuskirche in Dronrijp
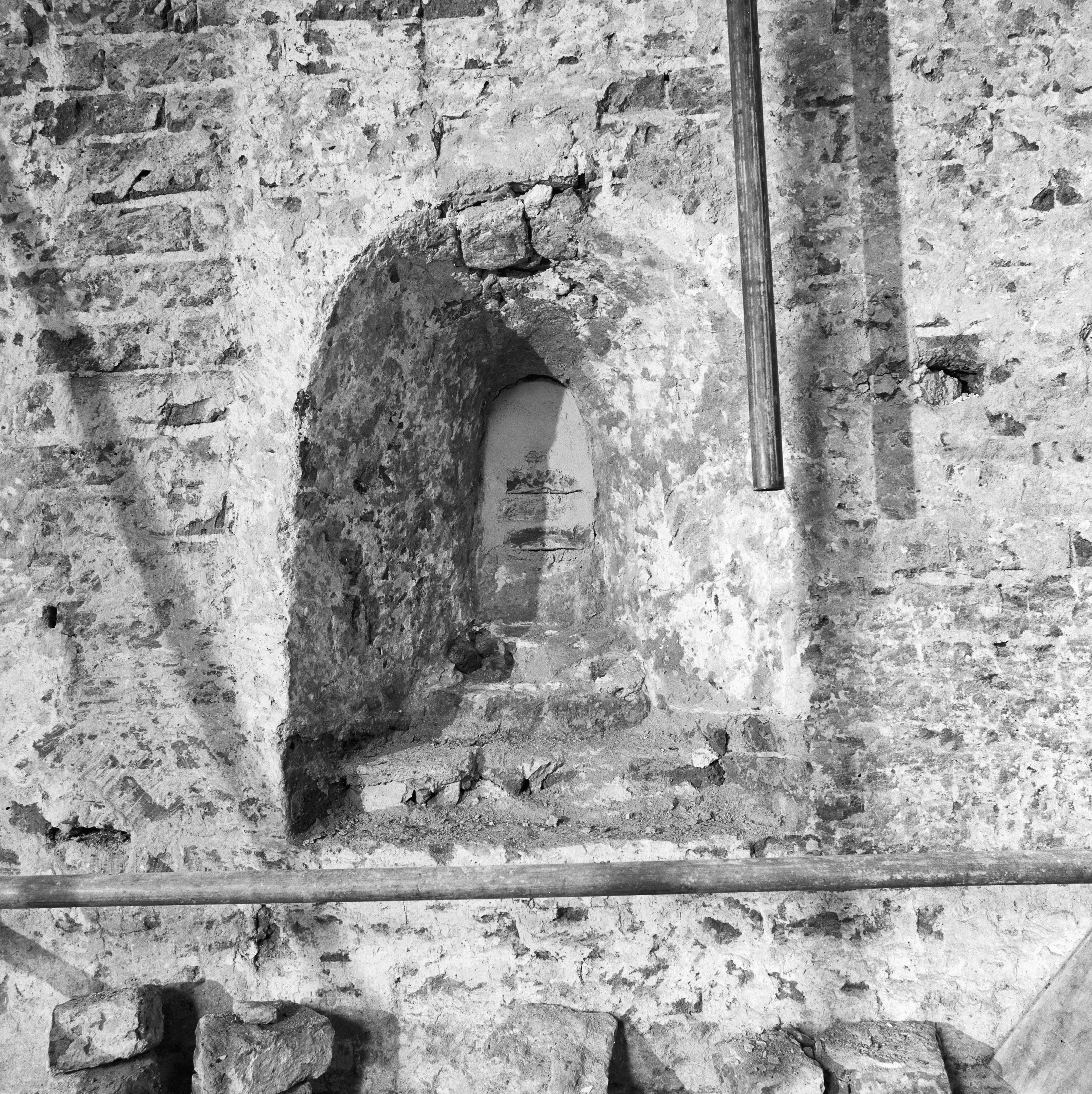
Hagioskop der Pancratiuskirche von Godlinze
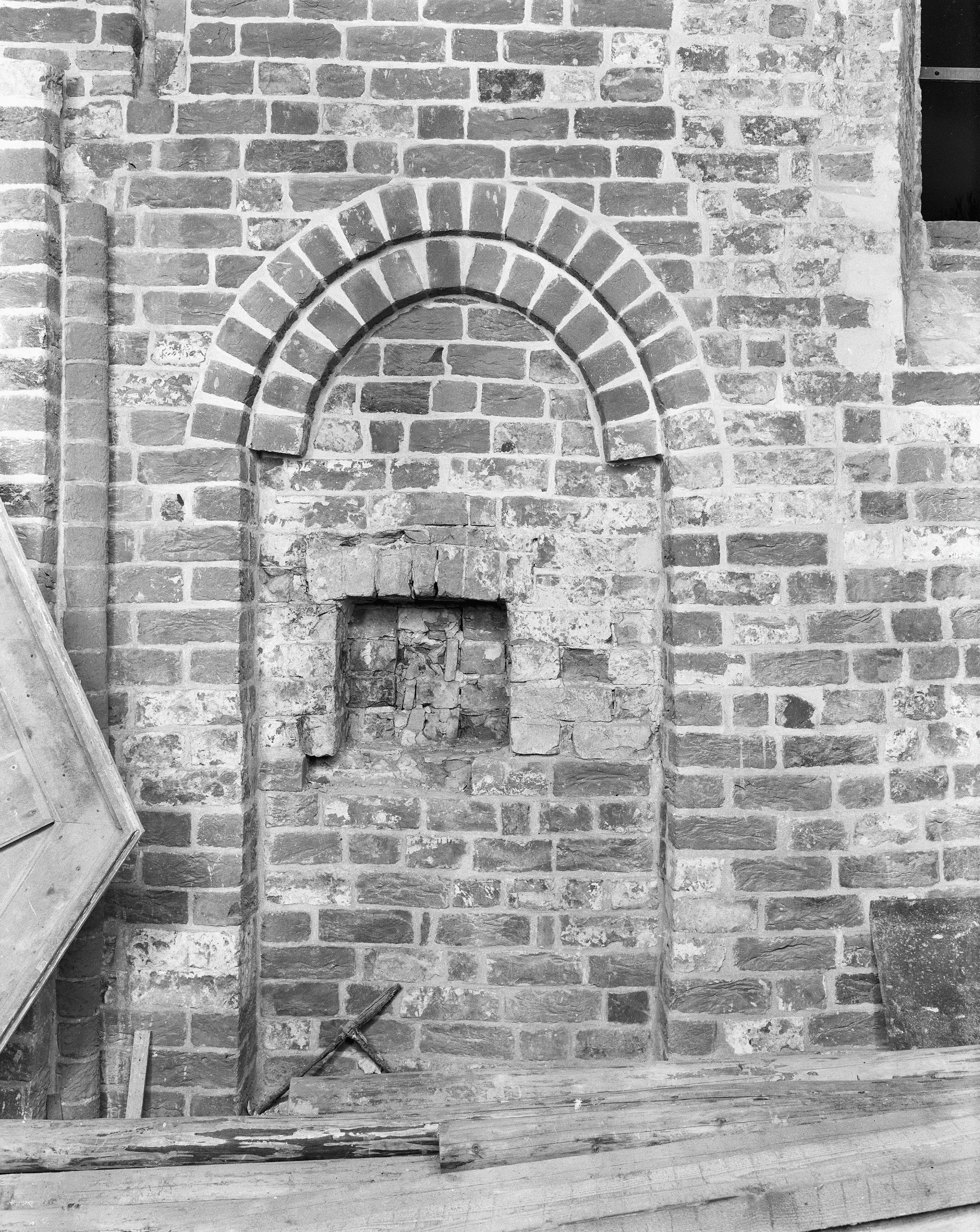
Hagioskop der St.-Johannes-Kirche von Hoorn
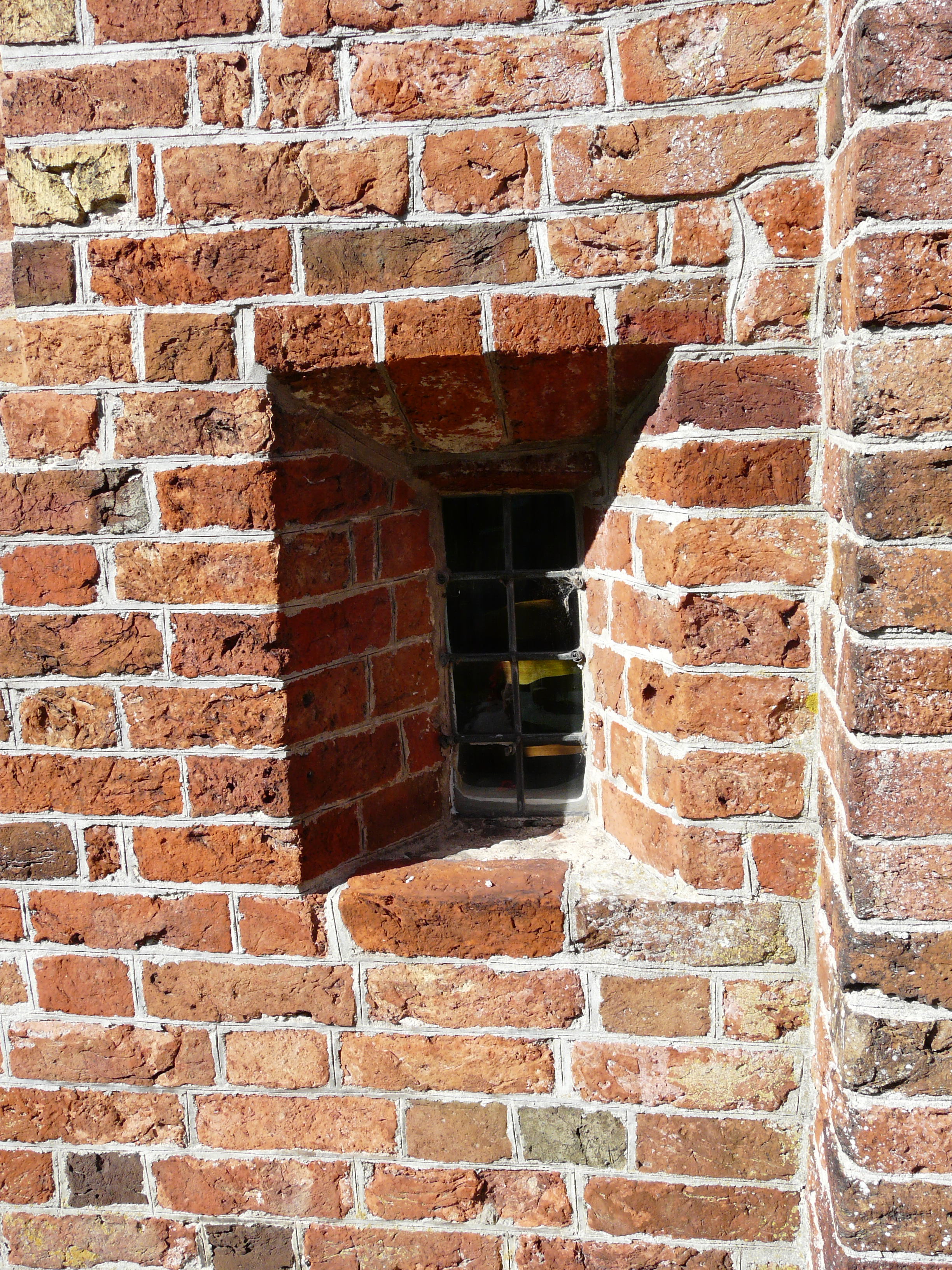
Hagioskop der Dorfkirche von Jistrum
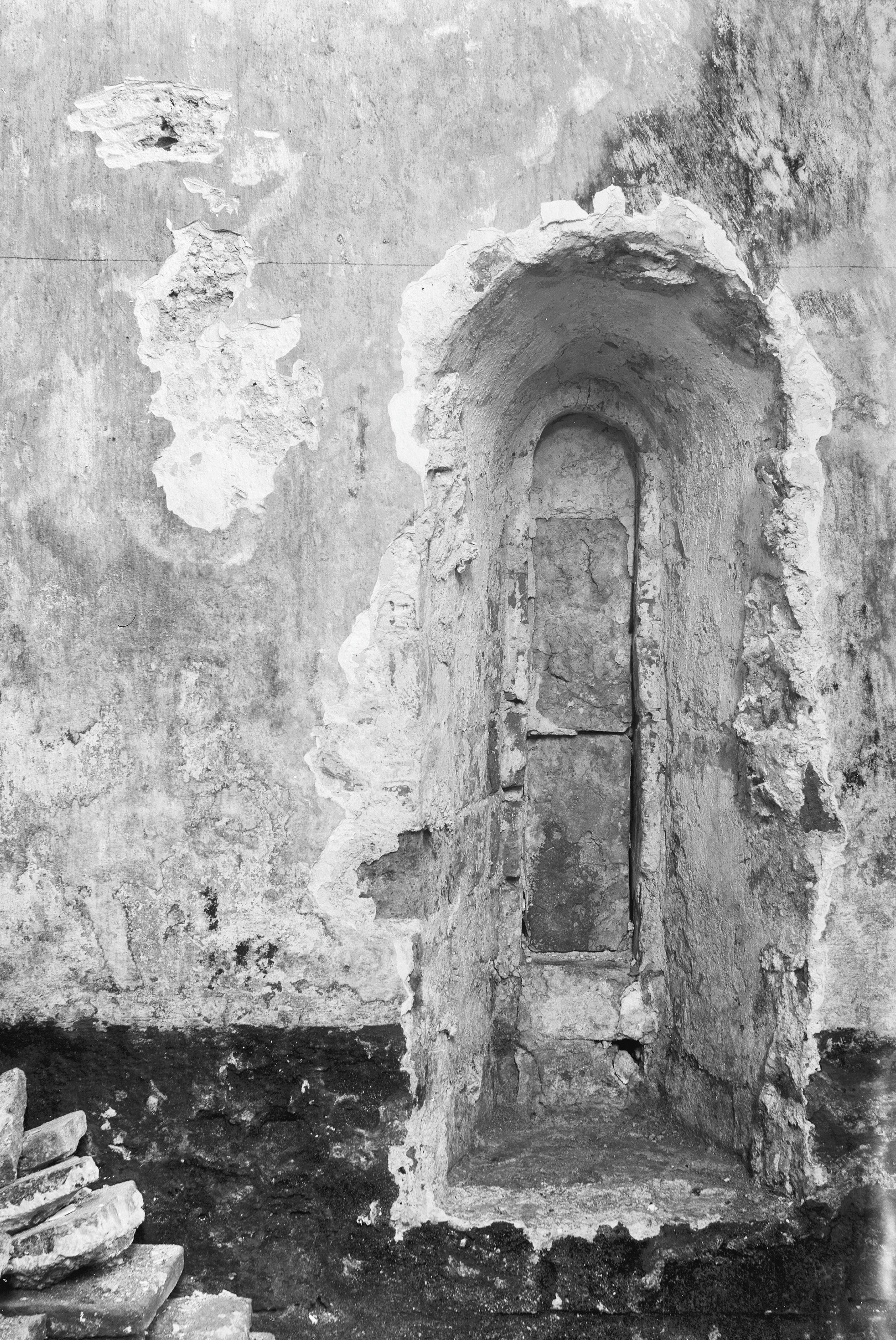
Hagioskop der Marienkirche in Krewerd
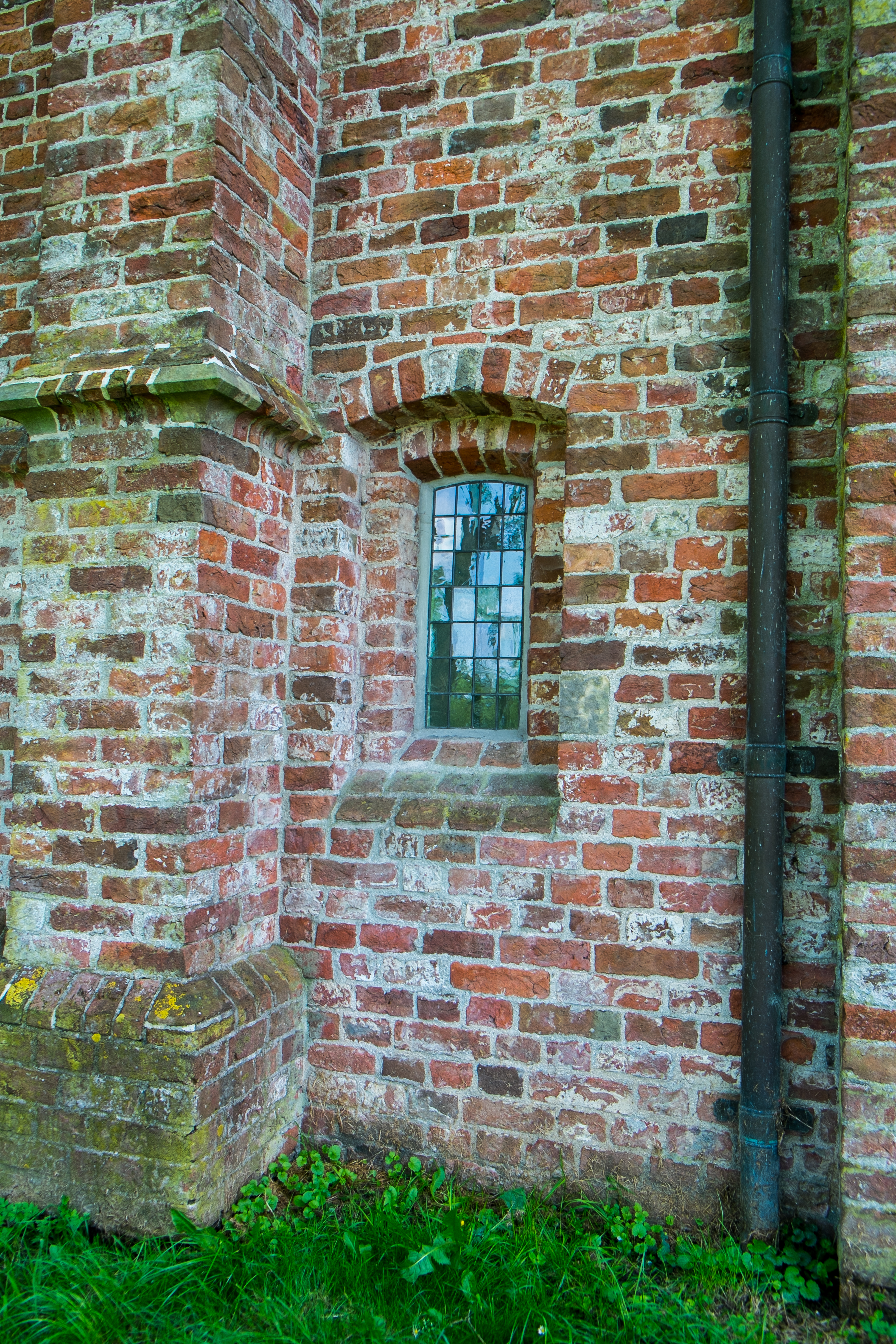
Hagioskop der Kirche von Leegkerk
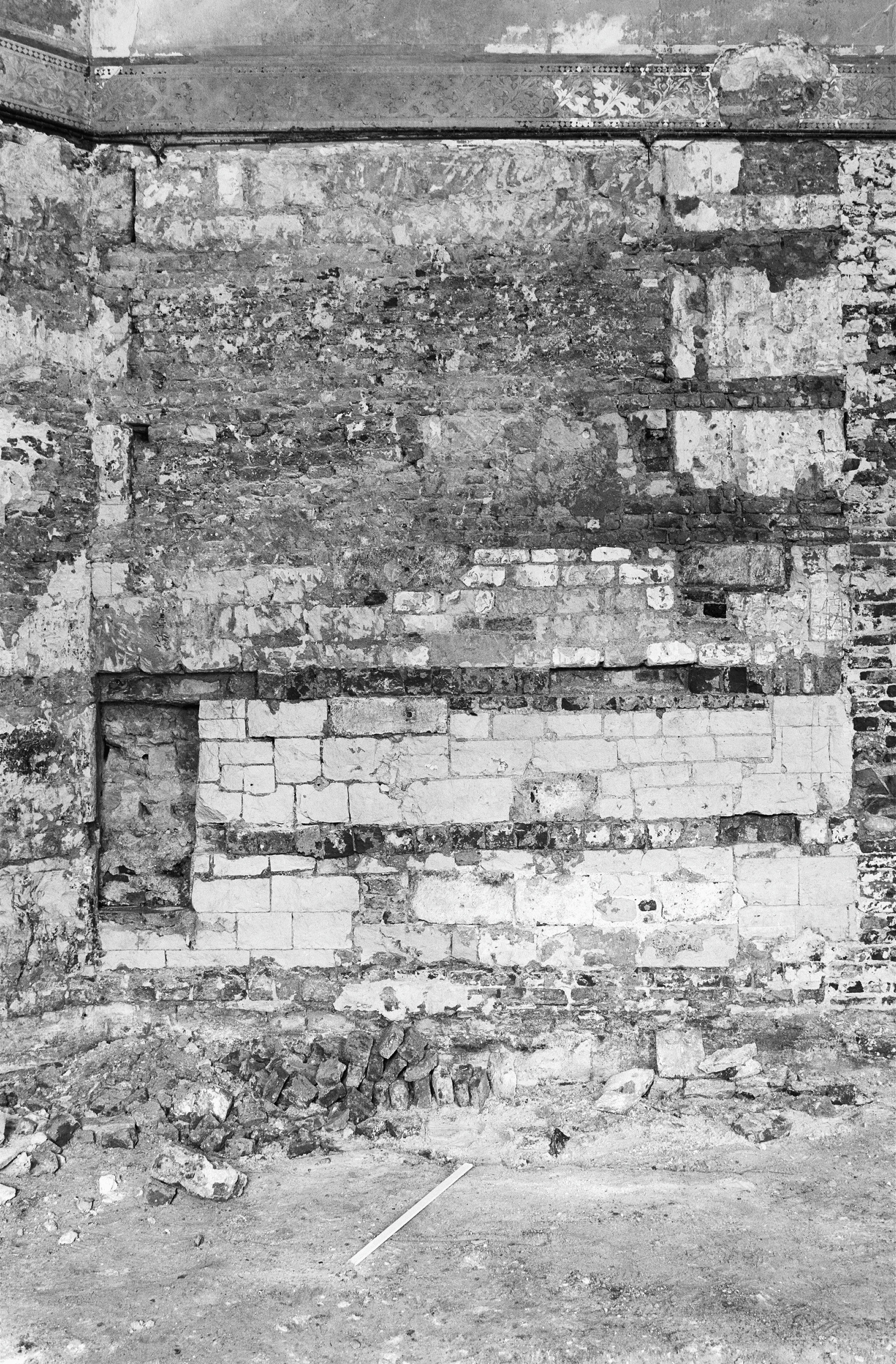
Hagioskop der St.-Andreas-Kirche in Maastricht
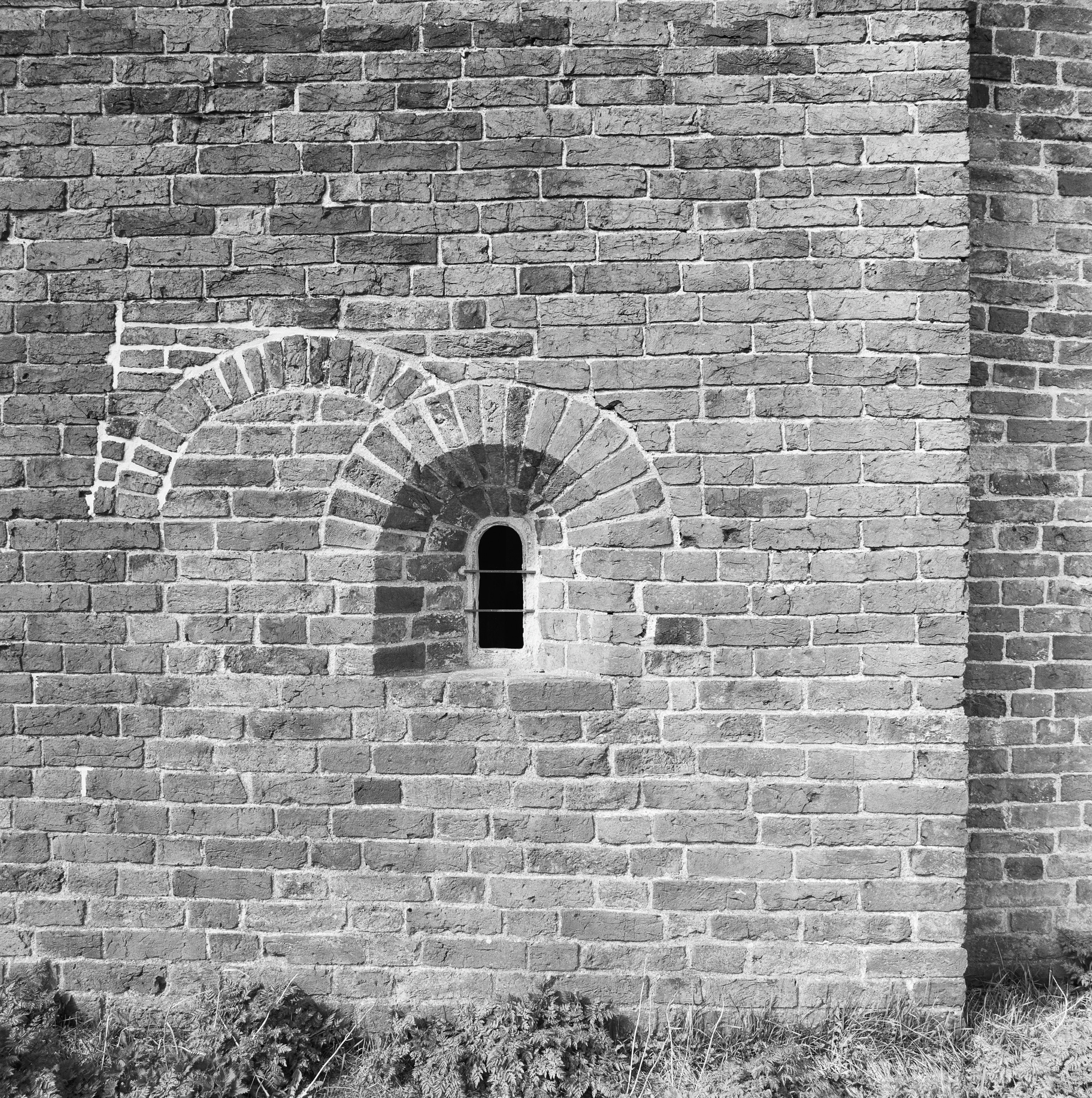
Hagioskop der Mauritiuskirche in Marsum
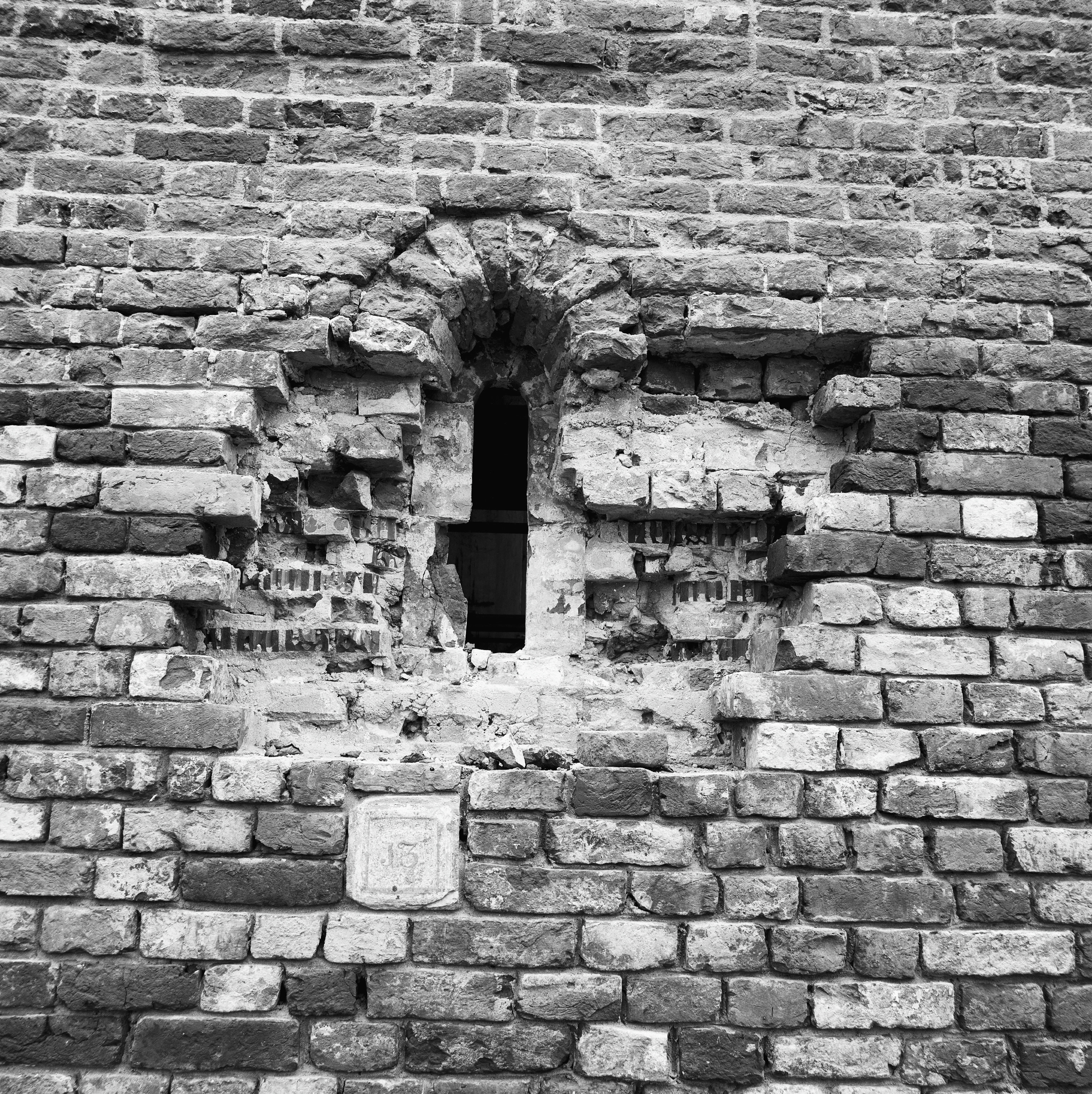
Hagioskop der Martinuskirche in Middelbert
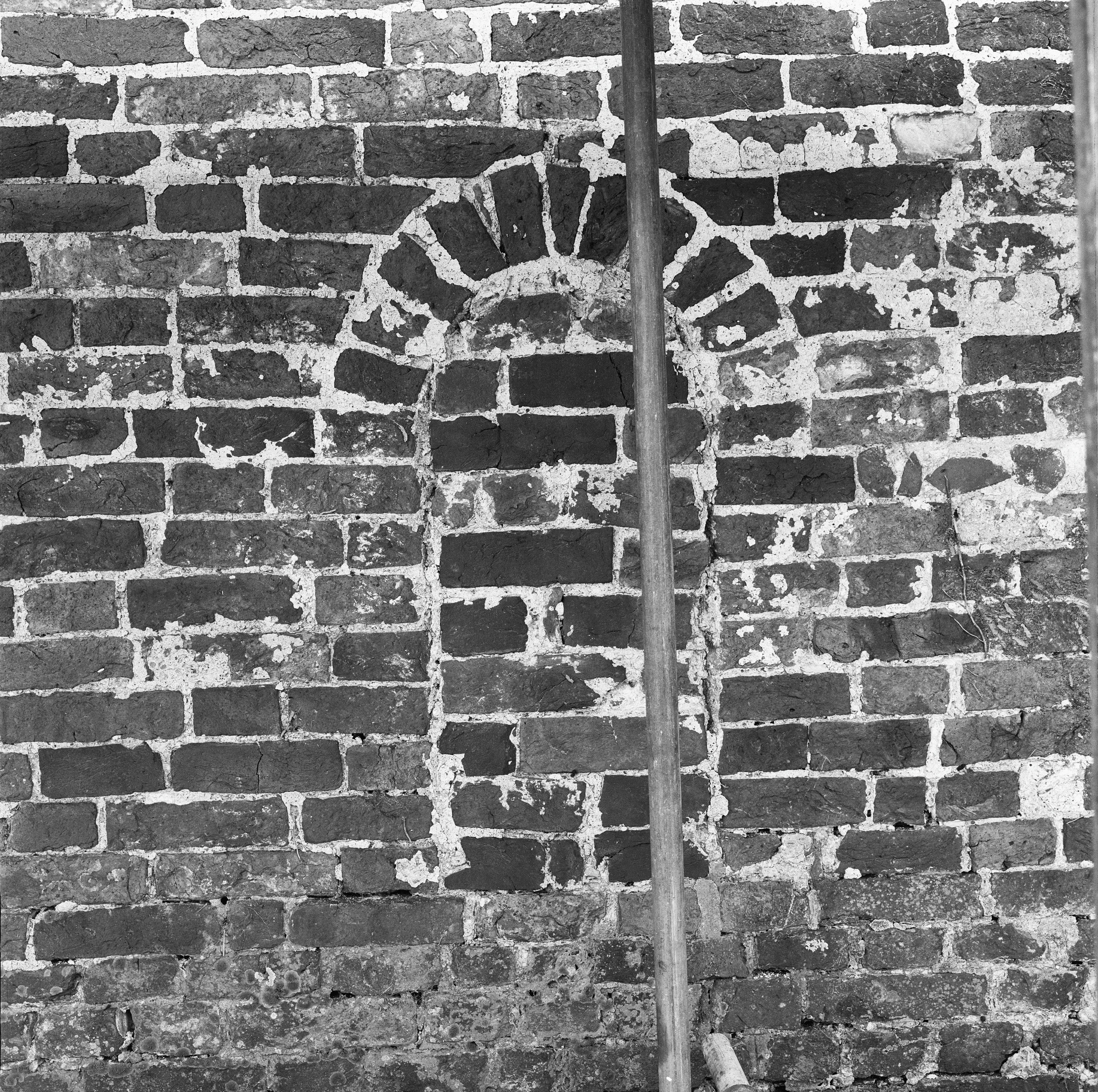
Hagioskop der Kirche von Niehove
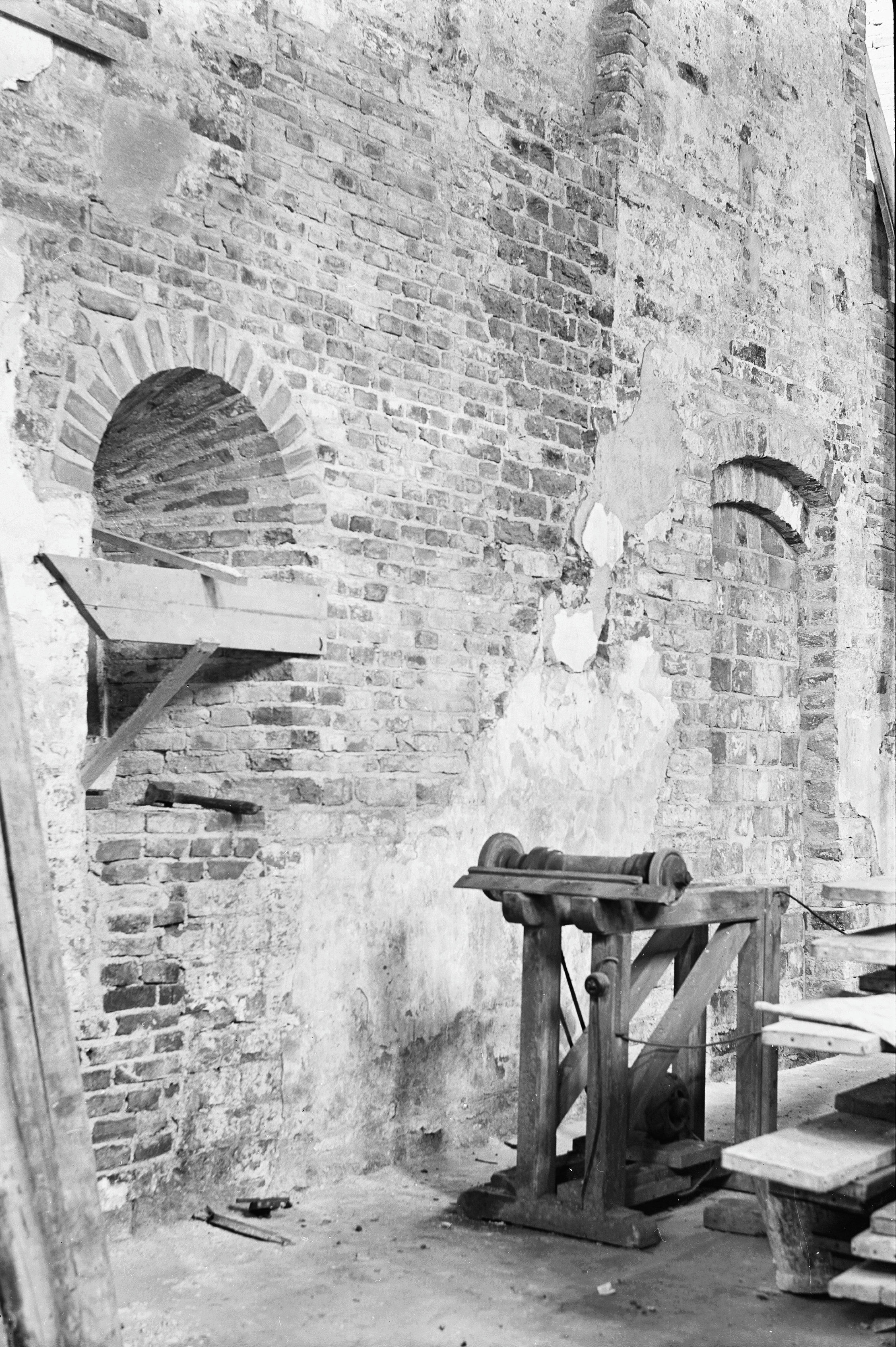
Hagioskop der Kirche von Opwierde
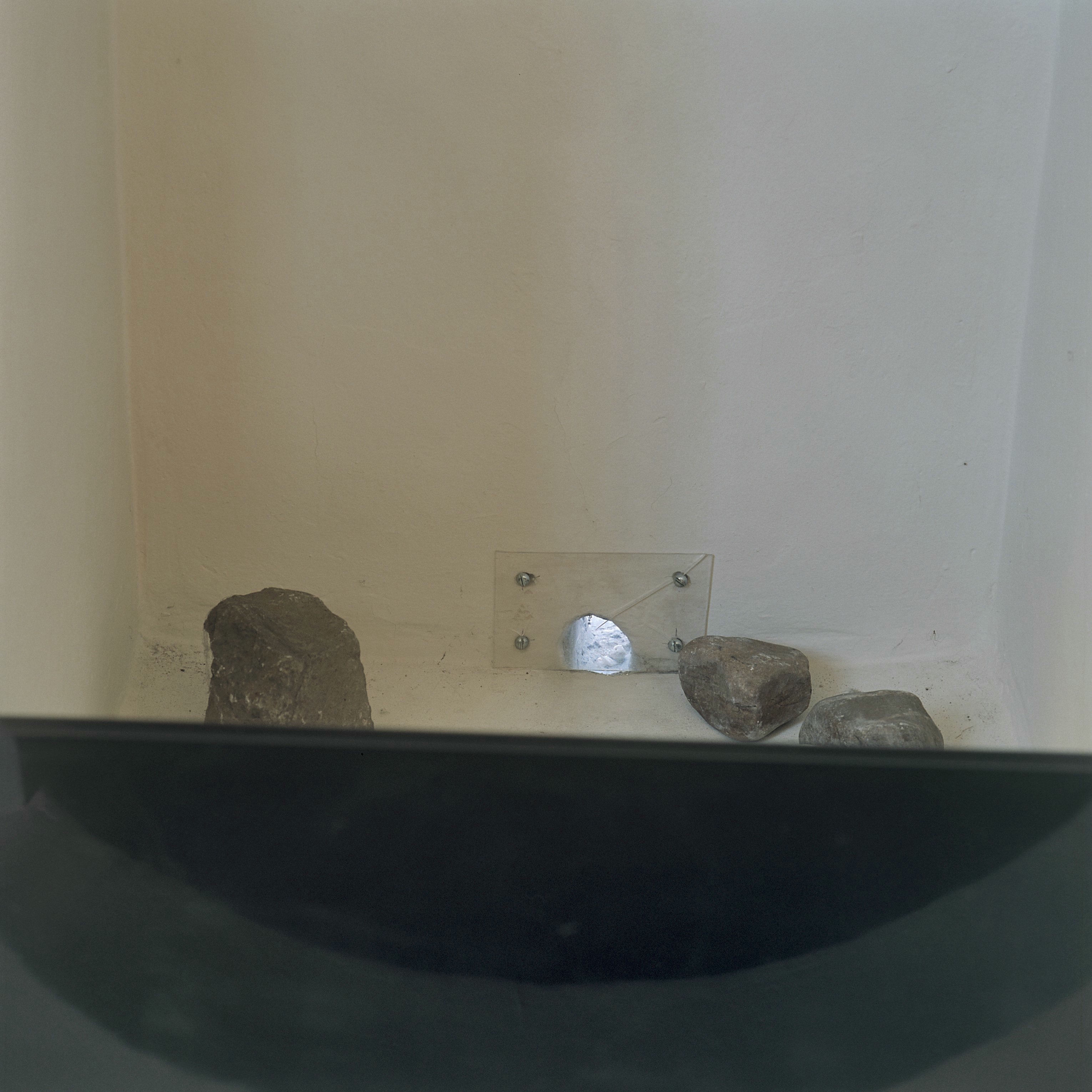
Hagioskop der St.-Lambertus-Kirche in Vught

### Schweden
- Kirche von Atlingbo, Gotland.
- Kirche von Bro bei Visby, Gotland (kreuzförmiges Hagioskop).[30]
- Kirche von Endre, Gotland.
- Kirche von Granhult in Gemeinde Uppvidinge, Provinz Kronobergs län (Småland) mit verschließbarem Hagioskop.[31]
- Kirche von Husaby, Gemeinde Götene am Vänersee, Provinz Västergötland.[32]
- Kirche von Martebo, Gotland.
- Davidskirche in Munktorp, Gemeinde Köping, Provinz Västmanlands län.
- Dom zu Strängnäs, Södermanland.
- Kirche von Vall, Gotland.
- Kirche in Vireda, Gemeinde Aneby, Provinz Jönköpings län (historische Provinz Småland).
- Klosterkirche Vreta des Klosters Vreta, Linköping, Provinz Östergötland.
- Kirche von Väskinde, Gotland.

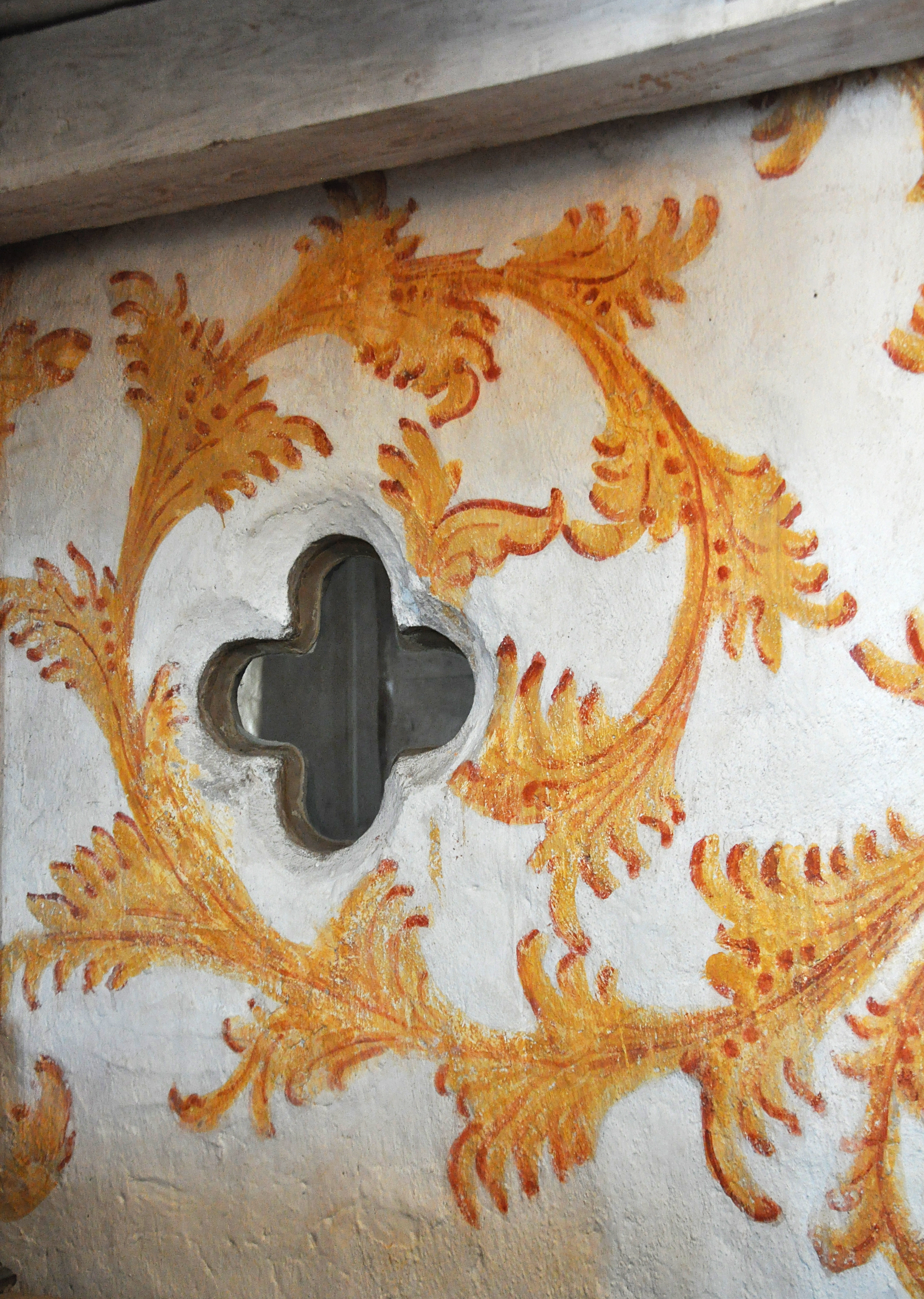
Hagioskop der Kirche von Bro
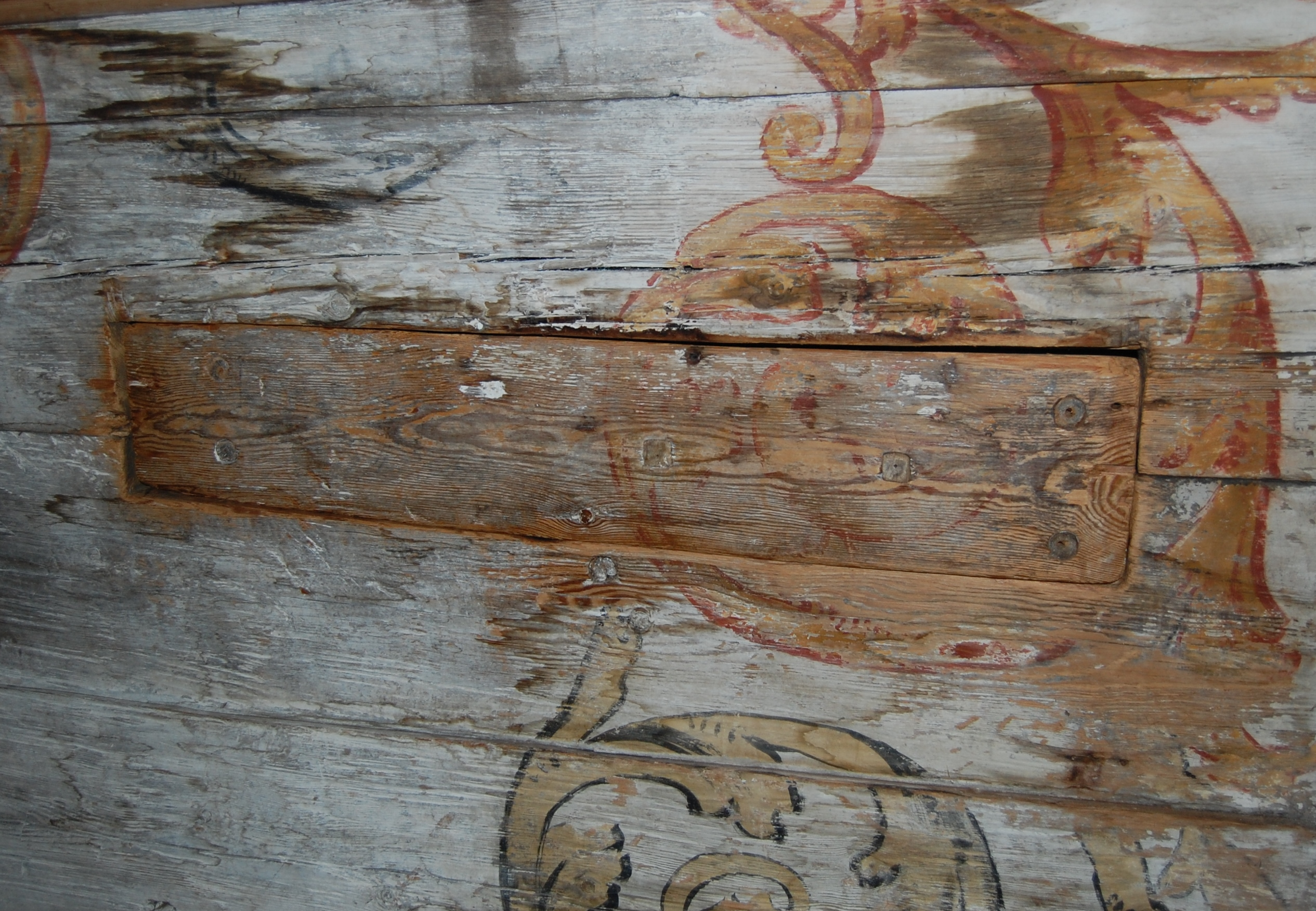
Verschließbares Hagioskop der Kirche von Granhult

### Vereinigtes Königreich
- Kirche St. Cuthbert in Aldingham, Westmorland and Furness, Grafschaft Cumbria, England.
- Kirche St. Andrew und St. Bartholomew in Ashleworth, Grafschaft Gloucestershire, England.
- Kirche St. Aidan in Bamburgh, Grafschaft Northumberland, England.
- Kirche St. Botolph in Barton Seagrave, Verwaltungsbezirk Kettering, Grafschaft Northamptonshire, England.
- Kirche St. Cuthbert in Beltingham, Grafschaft Northumberland, England.
- Kirche St. Nicholas in Berden, Grafschaft Essex, England.
- Kirche der Heiligen Dreifaltigkeit in Bradford on Avon, Grafschaft Wiltshire, England.
- Kirche St. Nicholas in Carrickfergus, Grafschaft Antrim, Nordirland.
- Kirche St. Mary und St. Cuthbert in Chester-le-Street, Grafschaft Durham, England.
- Kirche St. Mary in Derby, Grafschaft Derbyshire, Region East Midlands, England.
- Kirche St. Mary in Easington, Grafschaft Durham, England.
- Kirche St. Laurence und All Saints in Eastwood, Grafschaft Essex, England.
- Kirche St. Nicholas in der Westgate Street in Gloucester, Grafschaft Gloucestershire, England.
- Kirche St James in Great Ormside, Grafschaft Cumbria, England.
- Kirche St. Marien in Grendon, Grafschaft Northamptonshire, England.
- Kirche des Heiligen Kreuzes in Holybourne, Grafschaft Hampshire, England.
- Kirche St. Nicholas in Kenilworth, Grafschaft Warwickshire, England.
- St.-Martin-Kirche in Liskeard, Grafschaft Cornwall, England.
- Kirche St. Beuno in Llanycil, Preserved County Gwynedd, Wales.
- Kirche St. Mary in Lytchett Matravers, Grafschaft Dorset, England.
- Kirche St. Mary in Newnham Murren, Grafschaft Oxfordshire, England.
- Kirche St. Nicholas in Old Marston, Grafschaft Oxfordshire, England.
- Kirche St. Nicholas in Ozleworth, Grafschaft Gloucestershire, England.
- Kirche St. Bueno in Pistyll, Preserved County Gwynedd, Wales.
- Kirche St. James in Shere, District Guildford, Grafschaft Surrey, England.
- Kirche St. Oswald in Sowerby, Unitary Authority North Yorkshire, Grafschaft North Yorkshire, England.
- Priorat[33] in St. Bees, Grafschaft Cumbria, England.
- Kirche St. James the Less in Sulgrave, District South Northamptonshire, Grafschaft Northamptonshire, England.
- Kirche All Saints in Tilbrook, Distrikt Huntingdonshire, Grafschaft Cambridgeshire, England.
- Kirche St. Peter und Paul in Upton, Grafschaft Nottinghamshire, England.
- Kirche St. Martin in Wareham, Grafschaft Dorset, England.

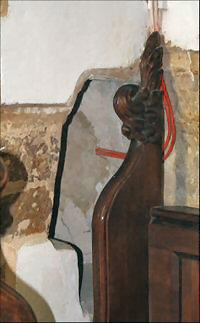
Hagioskop der Kirche St. Marien in Grendon
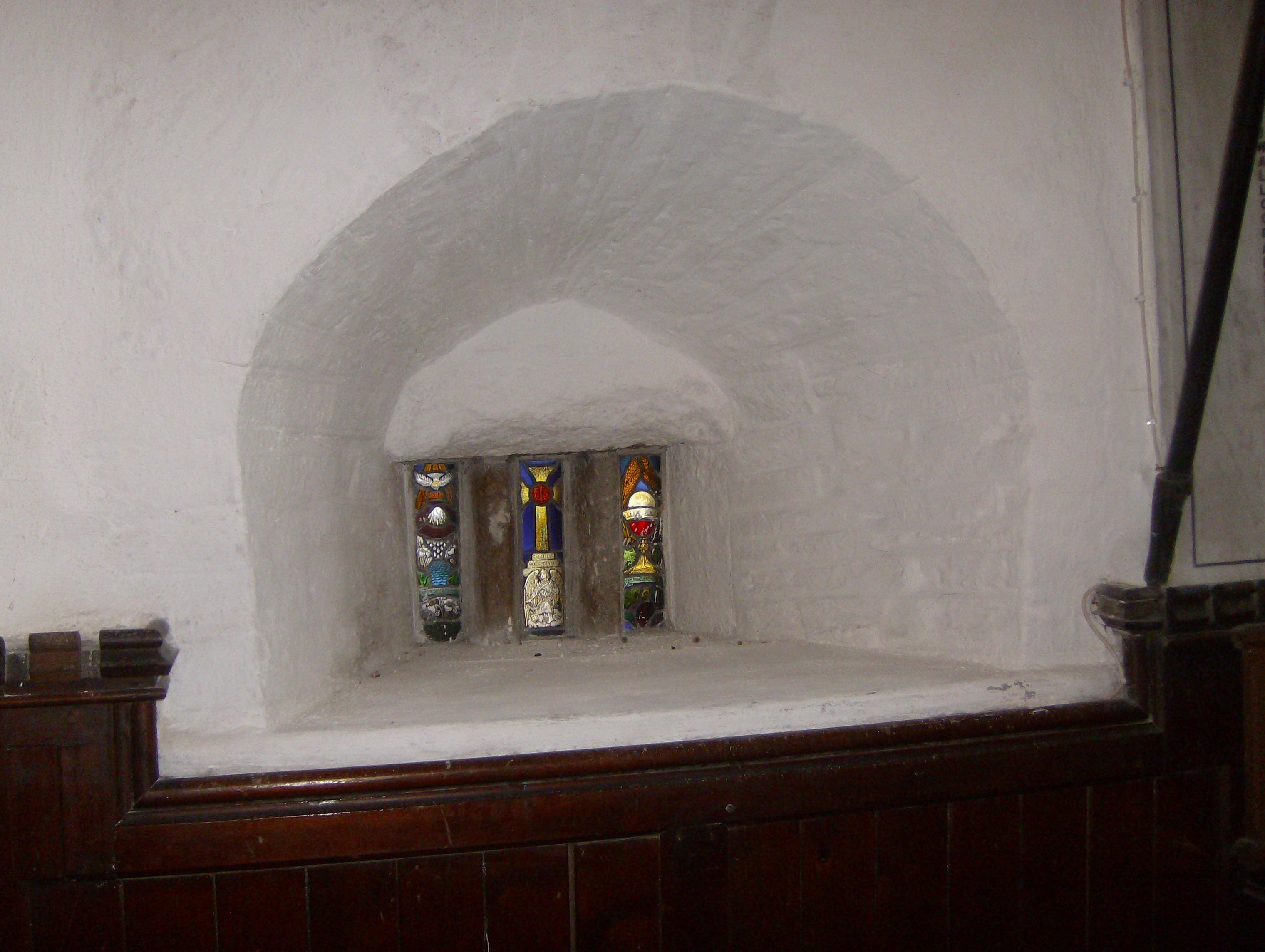
Hagioskop der St.-Martin-Kirche in Liskeard
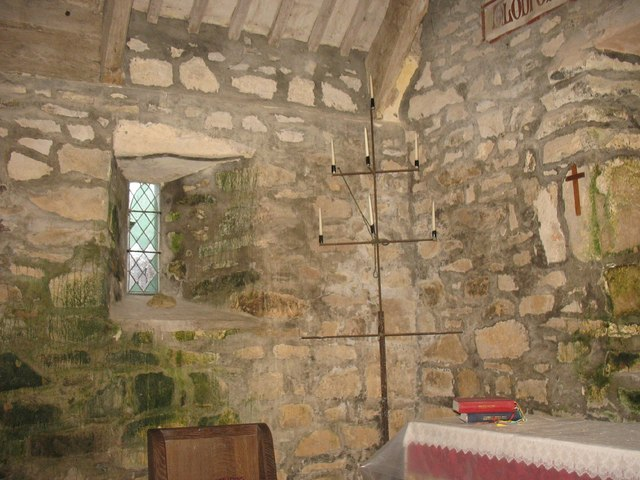
Hagioskop der Kirche St. Beuno in Llanycil
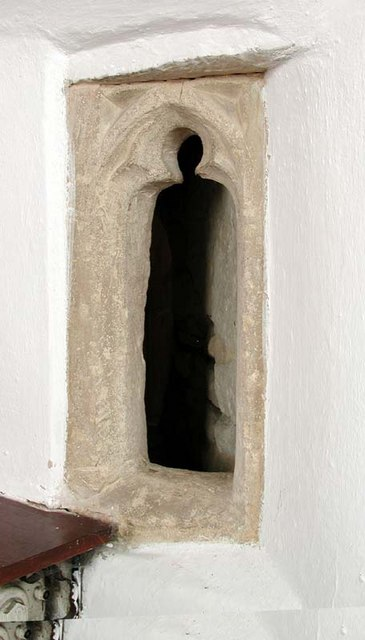
Hagioskop der Kirche All Saints in Tilbrook